# 李克勤
- 關於後唐太祖武皇帝，請見「李克用」。
- 關於中華人民共和國前任國務院總理，請見「李克強」。
- 關於1976年出生的香港政治人物，請見「陳克勤」。
- 關於其他用法，請見「李克勤 (消歧義)」。

李克勤（英語：Hacken Lee / Stephen Lee Hacken；1967年12月6日—），香港男歌手、電視節目主持、足球評述員、填詞人和演員，常與譚詠麟被合稱為「左麟右李」，為少數橫跨1980年代至2020年代五個年代，仍維持知名度和定期推出專輯的歌手，也是其中一位在1980年代至2010年代均獲得香港樂壇頒獎禮獎項的歌手。截至2017年度，已四度獲得十大勁歌金曲頒獎典禮「最受歡迎男歌星奬」及18次獲得十大中文金曲「優秀流行歌手大獎」。2015年起，李克勤涉足内地歌壇，參加了中國大陸的《蒙面歌王》、《我是歌手》、《我們的歌》、《中國好聲音》、《聲生不息》等大型音樂綜藝節目，人氣持續上升，成為於中國大陸人氣較高的香港歌手之一。2021年，李克勤擔任無綫電視歌唱選秀節目《聲夢傳奇》主理人兼星級首席導師。

## 早年生活
李克勤出身小康之家，祖籍廣東新會，父母是澳門人，但李克勤并無澳門永久居民身份。家中有一妹。父親也曾於2002年為《回首》以古箏彈奏前奏。年少時居於跑馬地雅詩大廈，畢業於番禺會所華仁小學及香港華仁書院。

## 歌唱事業

### 出道初期：1985年-1987年
李克勤於中學時期已積極參加校內外才藝表演和比賽，為其日後演藝事業奠定穩固基礎，及至1985年中五會考後參加《第四屆新秀歌唱比賽》演唱其偶像譚詠麟的《愛的根源》，但於15強止步，其後於同年參加保良局第二屆全港十九區業餘歌唱比賽（同屆對手有蔡一智、阮兆祥），演唱同樣由譚詠麟主唱的《霧之戀》而獲得全港總冠軍，其後與寶麗金唱片公司簽約，成為旗下歌手。李得獎後未有即時成為全職歌手，繼續在香港華仁書院修讀預科，只利用課餘時間唱歌及灌錄唱片賺取零用錢，直至1987年8月31日畢業後方全身投入演藝圈發展。
1986年6月推出首張唱片《李克勤 EP》。1987年11月推出首張音樂大碟《命運符號》，當中收錄了改編自著名日本當紅女歌手河合奈保子作曲及演唱的，中文版定名為《月半小夜曲》（原本此曲擬由關正傑主唱，後在李克勤個人大碟《Purple Dream》中重新灌錄）。銷量有一萬多張。

### 走紅時期：1988年-1993年
1988年李克勤正式加盟無綫電視，主演暑期青春劇《不再少年時》，並主唱主題曲及多首插曲，令觀眾留下深刻印象，同一時間推出的唱片《夏日之神話》火速竄紅，並憑《夏日之神話》首次打入十大勁歌金曲季選。
1989年是李克勤第一個事業高峰，《一生不變》（亞洲電視連續劇《藍月亮》的粵語主題曲）連奪香港電台《第十二屆十大中文金曲頒獎禮》及《無綫電視十大勁歌金曲頒獎典禮》的十大金曲獎。後來在一個訪問中，記者問譚詠麟哪一個新晉歌手可成其「接班人」時，他回答：「克勤！」，從此李克勤被視為譚詠麟的「接班人」，而「克勤」也是李克勤部分填詞作品的筆名。
1990年，隨著譚詠麟和張國榮已淡出樂壇，當時寶麗金歌手李克勤、張學友及劉德華（劉德華為寶藝星成員之一。）被傳媒看好，成為備受期待的明日之星。年底樂壇頒獎禮上，再憑《眷戀》及《一千零一夜》分別奪得《無綫電視十大勁歌金曲頒獎典禮》及香港電台《第十三屆十大中文金曲頒獎禮》的十大金曲獎。
1990-91年，與李克勤同屬寶麗金旗下的樂壇新秀黎明憑主演TVB劇集《人在邊緣》突然崛起并人氣爆燈，刘德华也因影视剧在歌坛发展也上扬，張學友也於1991年憑《每天愛你多一些》成為經典金曲及人氣急升，这三人的成績及受歡迎程度均遠高於李克勤太多，年少氣盛的李克勤有感唱片公司宣傳上的不足，與唱片公司鬧不和，也不受傳媒歡迎，開始出現坊間負面評價，聲勢於是開始下滑。當時傳媒將張學友、劉德華及黎明三人封為「樂壇三劍俠」，於是李克勤的樂壇地位開始下挫。
1992年，香港電台舉辦太陽計劃活動及宣布策封樂壇「四大天王」，除了張學友、劉德華、黎明之外，有說李克勤本在第四位人選呼聲之內，但最後人選竟是剛從臺灣竄紅回流香港發展只得一年的郭富城。李克勤多年後自嘲自己已向「林尚義接班人」邁進，意指他的足球評述員事業可能比歌唱事業更順遂。同年，改編大事MAN兄弟樂團《最重要的事》，由李克勤填詞、主唱並改名為《紅日》，推出後即受到熱播、流行一時，至今仍獲奉為中國大陸及香港經典勵志歌曲之一。可惜在四大天王雄霸之時，李克勤當年雖有「第五天王」的說法，但最終《紅日》僅獲十大勁歌金曲頒獎禮的「最佳音樂錄影帶演出獎」，其餘頒獎禮皆全數落選。《紅日》也是李克勤約滿寶麗金前推出的最後一張唱片。
1993年，李克勤轉投星光唱片公司，歌曲《回首》令李克勤的歌唱事業重上軌道，他憑此曲奪得1993年度十大勁歌金曲的金曲獎，並晉身最受歡迎男歌手最後五強。同年年尾，李克勤乘勢於香港體育館舉行首次個人演唱會，門票數小時內便火速售罄，需增加日場以回饋樂迷，全數共8場的門票亦旋即爆滿，可說是其事業小高峰。

### 低潮时期：1994年-1996年
1995年，經過空前成功的首次個唱，滿懷信心的李克勤再次於香港體育館舉行第2次個人演唱會《天龍'95克勤聆的接觸演唱會》，合共10場，可惜票房欠佳，最差一場入座率只有四成，是他事業上最難堪事件。之後聲勢持續下滑，加上與唱片公司的合約糾紛，歌唱事業陷入低潮。此時，除了當紅的四大天王，李克勤的樂壇位置及人氣也被多位同期出道或後起之秀如周華健、鄭伊健、許志安、巫啟賢、梁漢文甚至初入樂壇的古巨基、郑中基等趕過。
1996年，加盟藝能動音，6月推出大碟《當找到你》，唱片銷量及反應稍見起色，惟其人氣及位置只能居於二線歌手之列。另外，因藝能動音多次的人事變動，再加上與唱片公司再次發生合約糾紛，1997年9月推出大碟《在克勤身邊》反應及人氣欠佳，其歌唱事業停滯不前，新唱片亦推出無期。但當年成為亞特蘭大夏季奧運會記者。

### 漸見起色：1997年-1999年
1998年6月，為TVB的世界盃轉播擔任足球賽事主持，為該節目唱作的主題曲《球迷奇遇記》更街知巷聞，加上“起來！起來！起來！起來！”歌詞剛好可以配在廣告前，節目辨識畫面背景音樂，唱片公司乘勢為他推出新曲加精選大碟。藝能動音的唱片合約屆滿後，李克勤有一段頗長時間未找到合適的唱片公司，他從歌唱事業轉戰電視媒體，在TVB拍攝劇集及主持節目 （如《勁歌金曲》）來維持曝光率。
1999年底，已離開藝能動音約一年半的李克勤與環球唱片（前身即寶麗金唱片公司）簽約，並推出首張大碟《一年半載》。同年12月，李克勤與香港話劇團合作演出音樂劇《歷奇》，跨世紀演出，迎接千禧年之來臨。

### 再次走红：2000年-2001年
2001年，李克勤與香港管弦樂團合作舉辦四場《港樂·克勤Live》演唱會，更兩度加場。此演唱會的現場錄音CD及VCD獲得2001年度《IFPI香港唱片銷量大獎》的「十大銷量大碟」。同年6月推出專輯《飛花》，李克勤更憑同名主打歌《飛花》奪得TVB《十大勁歌金曲頒獎典禮》的金曲獎、《新城勁爆頒獎禮》的「新城勁爆歌曲獎」，和《第二十四屆十大中文金曲頒獎典禮》的「優秀流行歌手大獎」。
2002年2月，李克勤舉行的六場《情情塔塔演唱會》，再次獲外界好評。他為無綫電視世界盃節目獻唱的主題曲《Victory》，以及由梁詠琪作曲、李克勤自己填詞的《高妹》，以及後來的《愛不釋手》都大受歡迎。他於《2002年度十大勁歌金曲頒獎典禮》上首次獲得「最受歡迎男歌星獎」，在頒獎典禮中，李克勤再次被確認為譚詠麟的接班人。《李克勤情情塔塔演唱會》和《新城唱好音樂大派對》兩張現場錄音專輯是《2002年度IFPI香港唱片銷量大獎》中的其中兩張「十大銷量廣東大碟」，而李克勤也成為「全年最高銷量本地男歌手」。

### 巅峰時期：2002年-2007年
2003年初，他與譚詠麟合作的《左麟右李演唱會2003》，在香港掀起一陣「左麟右李」熱潮，兩度加場後合共在香港演出18場，世界巡迴演唱亦隨即展開。李克勤在《第五屆CCTV-MTV音樂盛典頒獎禮》上獲得「香港年度最佳男歌手獎」。同年10月3日推出一張新曲加精選專輯《Custom Made》，與國際知名年青鋼琴家郎朗合作《我不會唱歌》一曲。
《2003年度叱吒樂壇流行榜頒獎典禮》上，他以《愛一個人》和《我不會唱歌》奪得兩個歌曲獎及「叱吒樂壇我最喜愛的男歌手」；在《十大勁歌金曲頒獎典禮》上亦再一次奪得“最受歡迎男歌星”。他的專輯《Custom Made》和演唱會現場大碟《左麟右李演唱會2003》成為2003年度《IFPI香港唱片銷量大獎》中的兩張「十大銷量廣東唱片大碟」，而後者更是「最高銷量廣東唱片」。此外，李克勤也開始展現和奠定自己在現場合唱時和音的功力。
2004年初，李克勤再與譚詠麟舉行11場《左麟右李04開心演唱會》，並繼續其世界巡迴演出。由於演唱會不斷，引致他的聲帶勞損及肌肉扭傷，聲線出了問題，在治療及調理的同時，李克勤在11月與容祖兒合作《04拉闊壓軸李克勤×容祖兒拉闊音樂會》，並推出合唱歌曲《刻不容緩》，同月更被譚詠麟封為「新四大天王」之一。
年末，李克勤再度橫掃樂壇頒獎典禮獎項，於《第二十七屆十大中文金曲頒獎典禮》上奪得「最優秀流行男歌手大獎」，而現場大碟《左麟右李04開心演唱會》在2004年度《IFPI香港唱片銷量大獎》獲得「十大銷量廣東唱片大碟獎」，李克勤亦再次奪得「全年最高銷量本地男歌手」獎項。同年更憑《吻別的位置》奪得四台聯頒歌曲大獎。
2005年，李克勤推出國語專輯《愛可以問誰》，是繼1997年《情牢》後第四張個人國語專輯，同時展開國內的一系列宣傳活動。他亦在12月2日推出《李克勤演奏廳》專輯，環球唱片為此專輯投資了百多萬元，邀請四位華人音樂大師為專輯歌曲演奏，更捨棄一般錄音模式，移師到音樂廳裡，一氣呵成以現場錄音方式灌錄全碟十首歌曲，此專輯亦是首位華人歌手以DualDisc格式印製的專輯。專輯在推出後一星期內兩度斷市，銷售量旋即突破白金數字。
李克勤在2005年度《新城勁爆頒獎禮》上除獲得五個音樂獎項外，更奪得「我最欣賞男歌手」獎項。在2005年度《叱吒樂壇流行榜頒獎典禮》上，李克勤首度奪得「叱吒樂壇男歌手銅獎」，並發表「西裝論」以解釋他與商業電台的關係。李克勤亦在2005年度《十大勁歌金曲頒獎典禮》上第三度獲得「最受歡迎男歌星」獎項。
2006年1月28日至2月4日，李克勤於香港體育館舉行八場《得心應手演唱會》，是全港首個以高清錄影的粵語演唱會。李克勤亦第三度為TVB主持世界盃足球賽事，並為節目主題曲《我著十號》填詞。他於年中遠赴韓國首爾為《李克勤演奏廳II》專輯現場錄製歌曲，此碟繼《演奏廳》後再度成為hi-fi發燒友的至愛。《李克勤演奏廳》、《李克勤演奏廳II》專輯和演唱會現場大碟《得心應手演唱會》，成為《2006年度IFPI香港唱片銷量大獎》中三張「十大銷量廣東唱片大碟」的得主，連同《我著十號》EP，四張唱片總銷售數字達18萬張，除了成為2006年的「十大本地銷量歌手」，李克勤更獲頒「全年最高銷量本地男歌手」獎項。
2007年，李克勤參與香港政府為慶祝香港特別行政區成立十周年而舉辦的《龍聲鼓舞－萬人青年音樂會》，在高潮環節《鼓樂飛揚》中配合20多位專業鼓手及10,000名中港台及澳門的中小學生獻唱《龍的傳人》和《紅日》，這項表演已列入健力士世界紀錄。他亦獲邀與台灣歌手小剛合唱TVB電視劇《歲月風雲》的同名主題曲，此歌由顧嘉煇作曲，張美賢填詞。
同年7月24日推出全新大碟《My Cup of Tea》，他摒棄既往一貫唱腔，受各界好評，而《花落誰家》一曲更讓他奪得《2007年度十大勁歌金曲頒獎典禮》的「金曲金獎」和多個音樂頒獎禮的歌曲大獎。而在《My Cup of Tea》的發布會上，李克勤更承認太太盧淑儀懷孕的消息。同年長子在養和醫院出生。

### 平稳时期：2008年至2015年

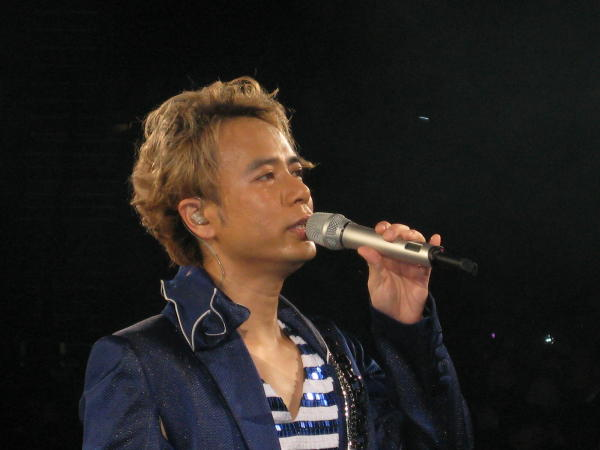
2008年2月14日，《你的克勤演奏廳》演唱會

2008年2月8日至18日，李克勤於香港體育館舉行11場《你的克勤演奏廳》演唱會，兩度加場，隨後於世界各地開辦超過十場同名巡迴演唱會。他隨後便開始籌備其新廣東專輯，邀請了不少唱作人參與創作，如范曉萱、陳奕迅、方大同、張敬軒、張繼聰、側田、Vincent Chow及林海峰。為了慢功出細貨，這張專輯製作了九個月，他該年度只派了《她慈我悲》和《今夕是何年》兩首新歌，均得到各大電台青睞。李克勤亦為《左麟右李演唱會2009》主題曲《唔使驚》及陳奕迅作曲的新歌《換季》填詞。
2009年1月15日，李克勤推出全新專輯《Today Special》，新碟訂單直逼白金數字。他亦與譚詠麟第三度合作，舉行共12場由康文署及東亞運動會籌委會主辦的《東亞運動會2009：左麟右李演唱會》，以音樂推廣香港2009年東亞運動會並籌募經費，同時亦成為香港體育館裝修重開後舉行首場演唱會的歌手，並於同年6月開始到世界各地作巡迴演唱。自2003年起，「左麟右李」已在中港台、澳門、東南亞、澳洲、美國及加拿大舉行了過百場演唱會。
同年7月23日，李克勤獲東亞運動會籌委會委任為「香港2009東亞運動會大使」，並擔任火炬手，於8月29日接力傳遞運動會火炬，並為12月5日的開幕匯演獻唱。12月30日推出專輯《Threesome》，以analogue制式錄音，邀得著名填詞人林夕及林若寧包辦全碟的歌詞，二人亦與李克勤一起拍攝唱片封套。除第一主打歌《嫲嫲》外，新碟內討論援交少女問題的《二十四城記》亦獲網民一致好評。
2010年4月7日，李克勤親自撰寫喜訊，表示太太盧淑儀上周剖腹產子，「二老板」（克勤對其次子的稱呼）於養和醫院順利出生，同時宣佈5月將繼續舉辦巡迴演唱會及灌錄全新廣東大碟。同年6月中，新歌《罪人》派台，乃改編自方炯鑌的大熱華語歌曲《壞人》，此曲在7月31日在香港電台、叱咤903及新城勁爆榜奪得「三冠軍」。8月4日，李克勤為即將推出新專輯《罪人》舉行Moov Live演唱會，現場演繹新唱片的其中7首作品。9月15日，全新廣東專輯《罪人》正式推出。因為HKRIA版權風波的關係，鄭丹瑞於Now香港台節目《Home Sweet Home》成功安排與李克勤進行訪問，該節目被編為第79集，於同年10月2日播出。
2011年，李克勤憑《罪人》一曲獲得《十大中文金曲》獎項，令他成為唯一一位本地歌手於四個年代（八十年代至一零年代）均能奪得樂壇頒獎禮獎項的歌手。他於暑假期間舉辦共6場的《李克勤&香港小交響樂團演奏廳2011》演唱會，是李克勤與葉詠詩繼2001年的《港樂·克勤Live》演唱會後再度合作，他在是次演唱會狀態大勇，每晚的曲目都達30首以上，既有零瑕疵的聽覺享受，又有一些令人喜出望外的驚喜環節，演唱會絕無虛席、好評如潮。他在演唱會後推出國粵語新專輯《似曾相識》，是他繼2005年後再度推出華語歌曲。
而新專輯的粵語第一主打是《天河》，此曲於香港電台、叱咤903及新城勁爆榜均登上冠軍位置，奪得「三台冠軍歌」。而新專輯的第二主打亦是粵語作品，名為《孔明燈》。此曲在2011年10月29日於香港電台、叱咤903及新城勁爆榜均登上冠軍位置，成為2011年另一首「三台冠軍歌」作品。在12月10日，李克勤於無綫電視慈善節目《歡樂滿東華》上亮相及獻唱，成為HKRIA與TVB破冰後首位再度在TVB參與演出的五大唱片公司旗下歌手。
2012年，1月李克勤憑《天河》一曲勇奪叱咤樂壇流行榜頒獎典禮的「叱咤十大」第七位，並獲邀出席2011年度十大勁歌金曲頒獎典禮，擔任表演及頒獎嘉賓，演繹其第一首金曲《一生不變》及《孔明燈》。年初開始到北京宣傳國語專輯《似曾相識》，並與舒文和馮翰銘兩位監製打造全新廣東大碟，其中舒文更是與克勤首度合作。同年3月初﹐他獲邀演唱Now TV轉播歐國盃而製作的香港版主題曲《決戰草原》，而他也是歐國盃的評述員兼主持。5月底，克勤推出其新專輯的第一主打《活著為求甚麼》，他首次大膽嘗試搖滾的曲風﹐歌曲好評如潮，成為三台冠軍歌。
6月，李克勤為Now TV擔任歐國盃賽事評述員，其表現得到廣泛好評。8月底，李克勤推出概念是「大人的兒歌」的新專輯《在森林和原野》。繼2011年他與香港小交響樂團合作的紅磡體育館（紅館）演唱會好評如潮後，9月舉行其國內首次個人巡迴演唱會。11月為TVB主持遊戲節目《決戰一分鐘》，是他自2005年《殘酷一叮》後再次主持無綫節目，節目首集便高開30點收視，成績理想。

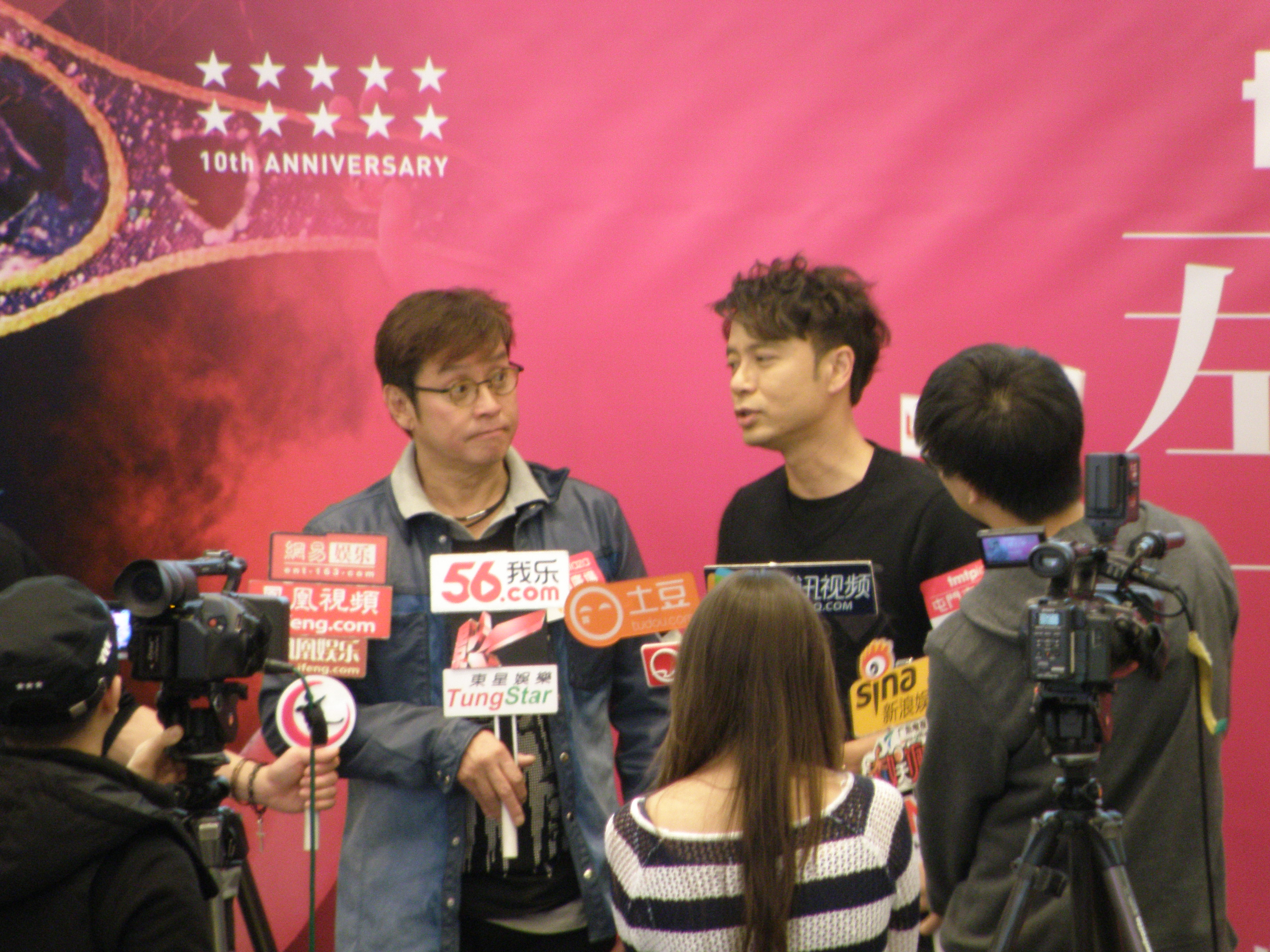
2014年3月16日，李克勤（右面穿黑衣者）出席《左麟右李十週年演唱會》的DVD簽名會，並在簽名進行前接受媒體訪問

2013年1月，李克勤出席《十大中文金曲頒獎禮》，獲得「優秀流行歌手大獎」，並憑《活著為求甚麼》一曲獲得「十大中文金曲」獎項。5月全新廣東歌《前進》派台﹐更邀得香港兒童合唱團伴唱，是近年香港樂壇少有的勵志歌，也是他近年少有的快歌派台作品。相隔7年的《李克勤演奏廳》系列，克勤於同年7月26日推出全新Hi-Fi大碟《復克》，再度由舒文和馮翰銘監製全碟，新碟獲各界專業音樂人青睞，大獲樂迷好評，推出首週便雄佔iTunes熱門歌曲榜，唱片銷量更達雙白金佳績。他於10月25日推出全新廣東EP《紙牌屋》，同名新歌《紙牌屋》更成為年度金曲，於各大電台頒獎禮均獲不俗成績。12月，李克勤和譚詠麟第四度以「左麟右李」名義，在紅館舉行十週年紀念演唱會，並於世界各地開辦巡迴演唱會。

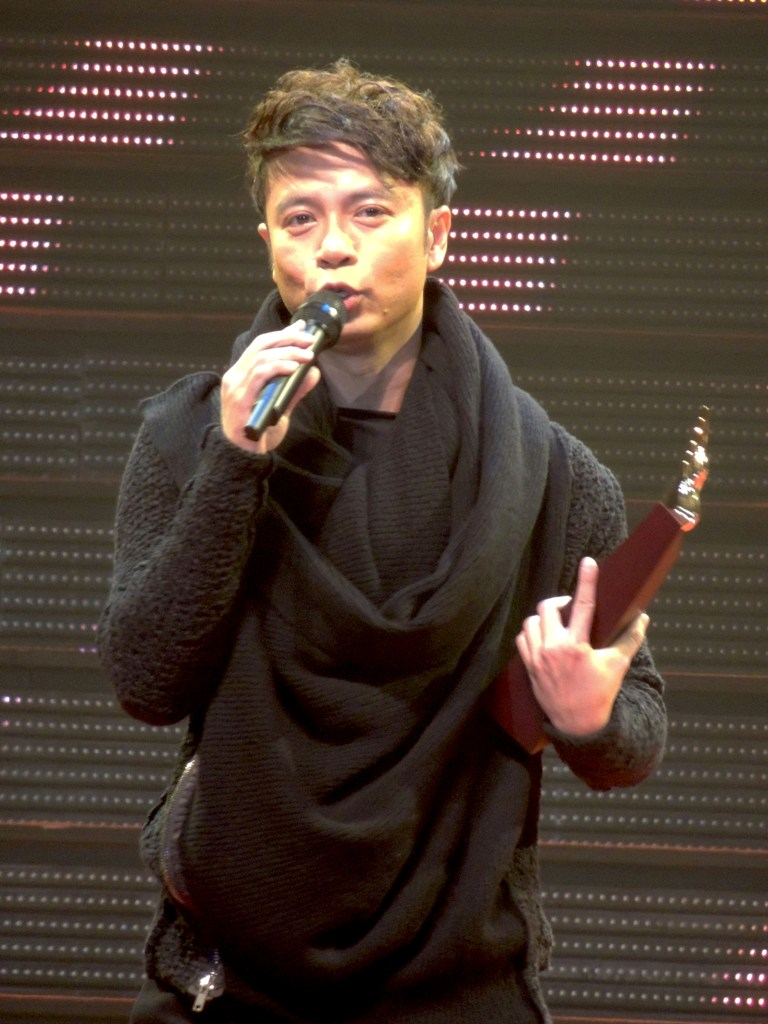
2014年1月1日，李克勤憑《紙牌屋》在2013年度叱咤樂壇流行榜頒獎典禮獲獎

2014年，李克勤與譚詠麟以「左麟右李」名義於世界各地開辦巡迴演唱會。同年5月，由Eric Kwok、黃偉文攜手打造的新歌《無朋友》派台，是繼《紙牌屋》後再度獲得電台、樂迷廣泛好評。同年6月為TVB擔任世界盃評述員，並推出新曲+精選大碟《精選到無朋友》。
2015年，李克勤凭大热歌曲《无朋友》再次勇夺“叱咤十大”，歌词“工作做完握握手，说很想再以后聚头”唱出港人心声，此曲继《孔明灯》、《纸牌屋》后再成经典金曲。

### 转会英皇参与内地音综發展时期：2015年至今
2015年6月，李克勤以「白稜鏡」面具代表香港出戰江蘇衞視的《蒙面歌王》，首集於2015年7月19日播出，李克勤成為首集冠軍，贏得「歌王」美譽。李克勤式“无声换气”的演唱方式在内地引发国民热议。
9月，李克勤夥拍容祖兒由9月11日至9月22日於紅館開辦12場《亞洲萬里通呈獻 容祖兒李克勤演唱會2015》，獲得外界高度關注。
2016年，在Facebook證實參加我是歌手第四季，也是繼古巨基後第2位來自香港的首發歌手兼主持。克勤在比賽中選唱的《遙遠的她》、《我不會唱歌》、《天梯》等歌曲均獲得前列排名，在大中華地區的網絡平台更是頗有迴響，甚至內地歌手薛之謙後來在音樂節目上公開感謝李克勤把他的《醜八怪》唱紅。
8月31日正式宣佈加盟英皇娛樂。加盟英皇後推出《一個都不能少》大受歡迎，成為年度金曲之餘，因其副歌部分一口氣唱足56個字，難度甚高，旋即在網上掀起翻唱熱潮。除於中港各頒獎禮收穫頗豐，亦是其相隔七年再度回歸勁歌金曲頒獎典禮，並繼2007年度《花落誰家》後，二度奪下該頒獎禮的最高殊榮「金曲金獎」。
2017年，李克勤在中港樂壇頒獎禮成果豐碩。先在第24届東方風雲榜取得「香港地區最受歡迎歌手」、「風雲成就大獎」，再於第21届全球華語榜中榜取得 「港臺地區最佳男歌手」，奠定其在亞洲樂壇的天王地位，再創音樂生涯高峰。
3月代表香港於香港亞洲流行音樂節2017壓軸表演，而且其作品《高妹》亦入選香港音樂廿載情，再憑《紅日》長江集團慶回歸獻禮《20 x 20 Jam Party》20首最喜愛歌曲。
為紀念入行30週年，李克勤特地於5月21日返回其母校香港華仁書院舉行演唱會，唱出多首其膾炙人口的作品，多位前校長、曾教過他之老師及舊同學應邀出席暢談昔日校園趣事, 舊拍檔梁榮忠擔任司儀, 陳慧嫻也前來作表演嘉賓, 無綫電視亦於6月18日播出精華片段（页面存档备份，存于）。
其後李於5月29日推出大碟《30克》，全碟由馮翰銘擔任監製，曲風題材多樣，廣獲樂迷好評，包括大熱金曲《失魂記》。
另外，9月3日至11日於紅磡香港體育館，李克勤舉行了加盟英皇娛樂後的首次紅館個唱「李克勤慶祝成立30周年演唱會」。之後在美國拉斯維加斯、康州、reno、新加坡聖淘沙、馬來西亞雲頂、澳門、上海、廣州、武漢等世界各地巡演。此為他相隔六年再度在紅館舉行個人演唱會（不計2013年及2015年與譚詠麟、容祖兒的演唱會），演唱會中他破格每晚邀請多名著名歌手作演唱會嘉賓，包括鄭秀文、鄺美雲、巫啟賢、C AllStar、李玟、王灝兒、關淑怡、葉蒨文、周慧敏、陳慧嫻及譚詠麟，在最終場透露希望成為電影編劇、導演和監製。同年，李克勤代表香港加入獻唱聯合國全球第一首中文歌曲《唱響2030》（英文：Sing for 2030 ）。
12月，李克勤為9月的九場紀念入行三十周年演唱會推出光碟產品。
2018年1月1日，李克勤憑《失魂記》於《2017年度叱咤樂壇流行榜頒獎典禮》首奪「叱咤樂壇至尊歌曲大獎」及「叱咤樂壇男歌手金獎」。1月4日，克勤獲香港電台頒發的四十週年特設榮譽大獎「金曲40全球傑出歌手大獎」，以表彰他於過去三十年對廣東歌的貢獻和成就。
2019年，李克勤在武漢舉行巡迴演唱會邀請了同門師妹許靖韻（Angela）擔任嘉賓。
2019年10月27日，李克勤加盟東方衛視跨代際音樂合唱競演綜藝《中國夢之聲・我們的歌》第壹季，作為前輩歌手，以無彩排的方式與新生歌手周深盲選搭檔成功後，共同合唱參加比賽，歷經12期，2020年1月19日總決賽，獲得“金聲拍檔”冠軍稱號。同時發表參賽紀念歌曲《不見就散（页面存档备份，存于）》。
2020年7月6日，發行《格林童話》單曲。於同日及翌日發佈《格林童話》的 MV 和 MV“一鏡到底”的製作過程。亦公佈為李克勤2020年廣東專輯第一首主打歌。《格林童話》成為李克勤首支五台冠軍歌，亦是繼莫文蔚主唱的《呼吸有害》後香港歷來第二首五台冠軍歌。
2020年10月16日，發行《為食熊貓》單曲。於同日發佈《為食熊貓》的MV。亦公佈為李克勤2020年廣東專輯第二首主打歌。《為食熊貓》找來新晉填詞人陳耀森及KW朱敏希填詞，並由合作無間的馮翰銘監製，被網民大讚十分貼地。MV亦找到微辣Manner旗下藝人幫助拍攝。
2021年4月，李克勤相隔多年再參與無綫電視綜藝節目，出任無綫電視大型歌唱選秀節目《聲夢傳奇》的主理人。2021年7月，李克勤受邀加盟浙江卫视王牌音乐节目《中国好声音》第十季担任导师，带领战队成员一路过关斩将，两名学员进入五强，成为最强战队。在决赛中，战队学员伍珂玥获得冠军，李克勤也成为历史上第一个来自香港的冠军导师。2021年9月，李克勤粤语单曲《秒针》上线，搭档王赫野诠释复古港风。歌曲上架短短数日，在播放平台即达破亿播放。
2022年4月, 李克勤參與TVB與芒果TV聯手打造的音樂綜藝節目《聲生不息》，擔任男子隊隊長。
2022年8月，李克勤再次受邀加盟浙江卫视王牌音乐节目《中国好声音》第十一季担任导师，带领战队成员一路过关斩将，队内对决后三位队员进入全国十一强，一名四转战队学员进入五强决赛，最终梁玉莹获得冠军，李克勤也成为历史上第一个连续两年蝉联冠军男导师，第一位香港地区的双冠导师。
2023年3月15日，李克勤相隔6年，宣布於5月13至16日於香港紅磡香港體育館舉行「弦續李克勤‧港樂演唱會」，演唱會將於3月22日優先發售；3月29日公開發售。是次演唱會亦是李克勤繼2001年後，相隔22年再度與香港管弦樂團合作的紅館演唱會。4月6日，由於反應熱烈，李克勤於社交平台宣布加開5月18及19日兩場，並於4月12日公開發售，合共6場。4月26日，主辦方宣布加開5月20日最後一場，並於5月3日公開發售，合共7場。
另外，在香港紅館演唱會之前，克勤也在新加坡、中國澳門等地的賭場舉辦音樂會。另外，本年3月至4月，克勤接連推出演唱會主題曲《弦續》及TVB劇集法言人主題曲《轉捩點》。5月11日，克勤相隔六年，推出全新廣東大碟《大人的童話》。根據克勤2020年的電台訪問，該專輯在當年已經錄好並完成封面拍攝，惟受疫情及社會因素影響，需要選擇適合時機推出。
2024年，李克勤以"弦續"交響樂演唱會之名，開展其入行以來在中國內地規模最大的個人巡迴演唱會。同年推出了國語單曲《捨得》及參與綜藝節目《披荊斬棘的哥哥》的錄製。
2025年，李克勤與澳門樂團合作的《我們的交響樂》演唱會，第三度在中國澳門演出，獲大批中國歌迷支持。

## 專長與嗜好
李克勤除了是歌手外，更是一名填詞人。他填詞的歌曲超過100首，多以「克勤」作為筆名，絕大部分由自己演繹，《命運符號》是他在第一首詞曲創作的歌曲，只有周慧敏的《可知我想他》、《心裡的對像》、《風花煙雨間》、《最愛》、草蜢的《夜語》、劉小慧、黃凱芹的《望星星》、余劍明的《短暫的浪漫》是對外作品。當中包括《大會堂演奏廳》、《紅日》、《高妹》、《深深深》等都是紅極一時的作品，而他也是兒童節目《閃電傳真機》和音樂節目《勁歌金曲》主題曲的填詞人（他當時不是其主持人）。除「克勤」之筆名外，有傳若他收到一些覺得不合心意的歌詞時，便會以「大雄」之筆名重新填詞，如《想妳的舊名字》等。2012年，他在新碟中再度參度填詞工作，當中包括由舒文監製的《鑽石人生》。另外，他也有參與作曲，其中包括「命運符號」、「留多一分鐘」、及無綫劇集《誇世代》主題曲「誇世代」。
李克勤亦拍了不少劇集，如《不再少年時》、《淘氣雙子星》、《浪族闊少爺》、《他來自天堂》、《廟街．媽．兄弟》等，並於2002年憑《法網伊人》所飾演「高志朗」一角於TVB台慶頒獎典禮中奪得「我最喜愛電視角色」，也是唯一一位獲得該獎項的歌星。
除拍攝劇集和歌唱外，他的口才亦十分了得，擔當節目主持亦受好評，主持過的節目有《叻人新世紀》、《勁歌金曲》、《香港小姐》、奧運、1998年、2002年和2006年的世界盃等。2005年他與梁榮忠主持的《殘酷一叮》便贏得《TVB38週年台慶頒獎典禮》中「最佳資訊節目」和「最具創意節目」兩個獎項。而2005年6月4日播出的第一輯決賽《叮皇爭霸戰》更創下33點的一周收視冠軍紀錄。可是錄影期間，他的愛犬Lucky（1995-2005）因為年紀老邁及腎衰竭而過世。
李克勤非常喜愛足球、高爾夫球及籃球運動，是香港明星足球隊的成員，雖然婚後鮮有上陣，但依然參加訓練。他更是英格蘭國家隊與曼聯的忠實球迷，其家中珍藏的球衣數百件。2003年被香港版《曼聯官方雜誌》委任為香港曼聯球迷會榮譽會長。2004年又獲邀主唱曼聯廣東及國語版會歌，2005年更成為曼聯中文官方網站的大中華區代言人。他愛看電視，特別是美國連續劇，曾在自己的博文寫道：「又電視（電視節目）又美劇（美國電視劇）又波（足球），你知我點解唔使出街啦（你該明白我為何不需要外出了吧）！」
2014年，因為曼聯易帥後半季後成績差強人意，李克勤在微博寫道 ：「你（大衛·莫耶斯）對得起買了主場季票的球迷嗎？」以及「同樣的球隊，同樣的球員，他（費格遜）交給你時是排名第一的，你對得起他嗎？ 」，難掩其失望之痛。
2016年起也涉足導演工作，尤其是在拍攝完《一個都不能少》後。2017年，在演唱會透露有意成為電影導演。

## 個人生活
李克勤早年與七名圈中好友結義，包括大哥湯國明、二哥潘文柏、三哥李家聲、四哥鄭伊健、五妹吳婉芳、六哥錢國偉、八妹梁佩瑚，其排名第七，其中鄭伊健等四人與為1986年無綫電視13期藝員訓練班學員。1994年李家聲舉行婚宴，李克勤與時為女友的盧淑儀一同出席。
李克勤求學時，其他男同學的偶像多是日本當紅女藝人，其偶像是麥當勞叔叔和譚詠麟，所以說笑曾被親友懷疑他的性取向。出道後至今緋聞並不多，除現任妻子——1992年香港小姐冠軍盧淑儀外，就只有與他音樂上合作過的關淑怡和合演電視劇《法網伊人》的女演員郭可盈。
盧在當選香港小姐後不久便與李克勤相戀，1993年卸任後，就退出了娛樂圈，很少在公開場合露面，只在幕後默默支持其男友的事業。即使被喻為李事業谷底時期，盧仍對李不離不棄，甚至於1995年演唱會上，公開在表演台上向李表示愛意及支持。
以歌傳情，可以說是李的「拿手好戲」。李克勤在2001年2月23日第一場《港樂．克勤Live》演唱會上公開道謝盧淑儀8年來在其背後的默默支持，唱了一曲《在我身邊》以示感激，令在觀眾席的盧淑儀感動得掉下淚，克勤亦于高歌中，一時感觸熱淚盈眶而停唱了數秒，氣氛感人。 
《妳是我的太陽》是李克勤在1992年認識盧淑儀後寫給對方的第一首情歌，其他以其女友為題材的李克勤歌曲有《在我身邊》、《當找到你》、《依依不捨》、《尋最》、《飛花》、《三千零一夜》、《十年前後》、《我不會唱歌》、《婚前的女人》等。而於2005年徐小鳳演唱會上，李克勤偕同盧淑儀同往欣賞，被徐小鳳力邀上台，兩口子多年來首次罕有公開手拖手亮相。
2006年1月15日，李克勤在《2005年度十大勁歌金曲頒獎典禮》奪得「最受歡迎男歌星」之時，正式當場宣佈與拍拖13年多的盧淑儀於年內結婚。2006年5月李和盧秘密遠赴英國曼聯奧脫福球場及Chatsworth古堡拍攝婚紗照，因為克勤曾經答應過盧在結婚時一定會去奧脫福拍攝一輯相片。兌現承諾，二人帶領化妝師，髮型師及攝影師等一行十多人到球場取景，機票和酒店費用由好友商人陳國強贊助，作為結婚賀禮。11月中派發別出心裁的黑色絲絨喜帖。 
同年11月28日，李克勤與盧淑儀在尖沙咀香港洲際酒店設宴。由譚詠麟及陳百祥擔任婚禮「領導人」，劉德華任伴郎，盧淑儀之胞妹擔任伴娘。梁榮忠、劉偉恒和錢國偉擔任戥穿石，鍾麗淇和蔡少芬擔任姊妹團。盧淑儀在婚宴上數度感動落淚，她剖白心聲說嫁到克勤是其驕傲，克勤亦被感動至眼濕濕，場面浪漫溫馨。當晚賓客均獲贈一對新人在英拍攝的婚紗照紀念冊。 
在新碟《My Cup of Tea》发佈会上，李克勤更承認太太盧淑儀懷孕。在2007年，長子在養和醫院出生。
2009年12月宣佈太太盧淑儀再度懷孕。他還不出席頒獎禮以便陪盧淑儀待產。在2010年，次子在養和醫院出生。
李克勤支持建制派方針。1989年八九民運時，李克勤曾參加《民主歌聲獻中華》。2002年，當時任保安局局長葉劉淑儀因推銷《基本法23條》而民望下滑之時，李克勤公開力挺她有原則，而且讚揚她在被大批聲稱擁有居港權的內地人包圍一事上表現冷靜和果斷。其後他更邀請葉劉淑儀和她女兒一同看2003年初舉行的《左麟右李演唱會》。2006年成為「國民教育大使」。其後在立法會港島選區補選加入葉劉淑儀的助選團，並讚揚她敢於接受挑戰與承擔責任，他稱敢於公開支持自己的偶像並非壞事。有網民開玩笑稱，李克勤支持葉劉淑儀，是因其妻子的名字亦為「淑儀」，以滿足其「淑儀情結」。2022年，李克勤參與錄製香港回歸祖國25週年紀念歌曲《前》，成為唯一一位在回歸以來的四首主題曲中均有參與的歌手。

## 創業
2012年，李克勤與譚詠麟於紅磡黃埔開設的左麟右李粥麵小菜專門店，主要為承研中國廣東傳統美食，特別如香港平民美食如雲吞麵、腸粉、米粥及地道小炒。其後於銅鑼灣及旺角開設分店。左麟右李粥麵小菜專門店於澳門新濠天地、上海開設海外分店。

## 軼事
- 1988年時，李克勤、黃凱芹的《絕對自我》和葉蒨文的《答案》都由玉置浩二的《夏の終リのハーモニー》改編而成。[來源請求]
- 1996年李克勤與劉德華被委任為無綫奧運大使前往美國亞特蘭大奧運會採訪，他們未經港隊同意下擅自進入港隊的升旗禮，被發現後被港隊請離場。[來源請求]
- 1996年無綫電視台慶，在趣劇《超級無敵上海灘》環節中，眾角色提到「插旗」時（「插旗」一詞是當時熱話，源於同年10月香港及臺灣保釣人士登上釣魚臺豎立青天白日滿地紅旗及五星紅旗事件），李克勤突然「爆肚」說了一句「非法進入異性體內插旗」，引起市民投訴，後來無綫被廣管局（今通訊事務管理局）罰款。而一向與無綫電視關係甚佳的李克勤亦一度被無綫電視「雪藏」（禁止演出）。[30]
- 李克勤是曼聯的忠實球迷。2005年曼聯訪港，香港官方球迷會便安排他與曼聯代表會面並送上自己的CD封面砌成的紀念品，惟最終曼聯球員方面將之遺留在更衣室內未有帶走，事件被媒體報導後，受到網民的極大關注，更為他改了「送禮勤」之綽號。直至2016年，他與妻子被曼聯邀請觀看曼聯對水晶宮的足總盃決賽，他稱自己終於獲得曼聯「回禮」。[31]
- 由於李克勤知名度極高，其姓名曾被用以創作或在現實中鬧出被混淆的笑話、誤會。如阿濃筆下《委屈》（香港中學中國語文科範文）的主角亦名「李克勤」，經常被中學生誤以為是歌手李克勤的童年經歷。1991年電影《逃學威龍》中有一段中學中國歷史科測驗情節，當中有一道選擇題問及哪兩位名將平定安史之亂以使唐室轉危為安（答案為郭子儀及李光弼），其中一個選項李克用被誤聽成李克勤。[32]2022年香港考評局發表該年度中學文憑試中國歷史科《試題專輯》，其中提及有試題考問1955年哪位中國國務院總理率團赴印尼出席萬隆會議，有些學生的答案是时任總理李克強，更有學生回答是與李克強名字相近的「李克勤」。[33]但亦有仍在就讀中學的年輕藝人表示不清楚李克勤是誰。[34]
- 2024年，參加奧運會的澳洲女性中長跑運動員卡特里奧娜·比塞特的中文名與李克勤重疊。[35]

## 派台歌曲成績
| 派台歌曲成績（四台）             | 派台歌曲成績（四台）   | 派台歌曲成績（四台） | 派台歌曲成績（四台） | 派台歌曲成績（四台） | 派台歌曲成績（四台） | 派台歌曲成績（四台） | 派台歌曲成績（四台） |      |
| -------------------------------- | ---------------------- | -------------------- | -------------------- | -------------------- | -------------------- | --- | --- | ---- |
| 唱片                             | 歌曲                   | 903*                 | RTHK                 | 997                  | TVB                  | 備註 | 備註 |      |
| 1986年                           |                        |                      |                      |                      |                      | | |      |
| 李克勤 EP                        | 手錶                   | 10                   | /                    |                      | -                    | OT：The Big Surpeme ~ Don't Walk                                                                                           | OT：The Big Surpeme ~ Don't Walk                                                                                           |      |
| 李克勤 EP                        | 誰願分手               | 5                    | 15                   |                      | -                    | OT：鈕大可 ~ 柔情都市 | OT：鈕大可 ~ 柔情都市 |      |
| 1987年                           |                        |                      |                      |                      |                      | | |      |
| 命運符號                         | 告別憂鬱               | 5                    | /                    |                      | -                    | | |      |
| 命運符號                         | 絲絲雨線               | 10                   | /                    |                      | /                    | | |      |
| 命運符號                         | 命運符號               | 8                    | /                    |                      | /                    | | |      |
| 1988年                           |                        |                      |                      |                      |                      | | |      |
| 夏日之神話                       | 仍是老地方             | 15                   | /                    |                      | 8                    | OT：Luis Angel ~ Tu me quemas                                                                                              | OT：Luis Angel ~ Tu me quemas                                                                                              |      |
| 夏日之神話                       | 夏日之神話             | 3                    | 1                    |                      | 1                    | OT：安全地帶 ~ I Love Youからはじめよう                                                                                    | OT：安全地帶 ~ I Love Youからはじめよう                                                                                    |      |
| 夏日之神話                       | 大會堂演奏廳           | 12                   | /                    |                      | 6                    | | |      |
| 夏日之神話                       | 停火                   | -                    | /                    |                      | -                    | OT：Gentle Touch ~ The Fire of Love                                                                                        | OT：Gentle Touch ~ The Fire of Love                                                                                        |      |
| 1989年                           |                        |                      |                      |                      |                      | | |      |
| 此情此境                         | 深深深                 | 4                    | 1                    |                      | 1                    | | |      |
| 此情此境                         | 藍月亮                 | 3                    | 1                    |                      | 3                    | OT：安全地帶 ~ 月に濡れたふたり                                                                                            | OT：安全地帶 ~ 月に濡れたふたり                                                                                            |      |
| 此情此境                         | 此情此境               | -                    | -                    |                      | 5                    | OT：因幡晃 ~ Shining in The Rain                                                                                           | OT：因幡晃 ~ Shining in The Rain                                                                                           |      |
| Purple Dream                     | 一生不變               | 2                    | 1                    |                      | 1                    | OT：張鎬哲 ~ 不是我不小心                                                                                                  | OT：張鎬哲 ~ 不是我不小心                                                                                                  |      |
| Purple Dream                     | 舊日的小提琴           | 29                   | -                    |                      | -                    | | |      |
| Purple Dream                     | 風雨夜歸人             | /                    | /                    |                      | /                    | OT：池田政典 ~ 一人の青年                                                                                                  | OT：池田政典 ~ 一人の青年                                                                                                  |      |
| Purple Dream                     | 月半小夜曲             | -                    | -                    |                      | -                    | OT：河合奈保子 ~ ハーフムーン･セレナーデ                                                                                   | OT：河合奈保子 ~ ハーフムーン･セレナーデ                                                                                   |      |
| 1990年                           |                        |                      |                      |                      |                      | | |      |
| 小心間諜電影原聲大碟             | 情謎諜影               | -                    | -                    |                      | 7                    | 電影《小心間諜》主題曲 | 電影《小心間諜》主題曲 |      |
| 一千零一夜                       | 眷戀                   | 3                    | 1                    |                      | 2                    | | |      |
| 一千零一夜                       | 創造美好明天           | /                    | -                    |                      | 4                    | 1990年禁毒處宣傳歌曲 | 1990年禁毒處宣傳歌曲 |      |
| 一千零一夜                       | 一千零一夜             | 2                    | 1                    |                      | 1                    | OT：安全地帶 ~ Juliet | OT：安全地帶 ~ Juliet |      |
| Love                             | 懷念她                 | 15                   | -                    |                      | 7                    | OT：安全地帶 ~ 情熱 | OT：安全地帶 ~ 情熱 |      |
| Love                             | My Shirley             | 19                   | 3                    |                      | 1                    | | |      |
| 1991年                           |                        |                      |                      |                      |                      | | |      |
| 破曉時份                         | 後會有期               | 10                   | 7                    |                      | 5                    | OT：Alleycats（页面存档备份，存于） ~ Lagu Cinta                                                                           | OT：Alleycats（页面存档备份，存于） ~ Lagu Cinta                                                                           |      |
| 破曉時份                         | 破曉時份               | 2                    | 1                    |                      | 1                    | OT：中島美雪 ~ あした | OT：中島美雪 ~ あした |      |
| 破曉時份                         | 紅樓夢                 | /                    | -                    |                      | -                    | OT：周治平 ~ 青梅竹馬 | OT：周治平 ~ 青梅竹馬 |      |
| 破曉時份                         | 跳舞波鞋               | /                    | /                    |                      | /                    | OT：安全地帶 ~ Seaside Go Go                                                                                               | OT：安全地帶 ~ Seaside Go Go                                                                                               |      |
| 雨中街頭劇                       | 護花使者               | 7                    | 6                    |                      | 1                    | OT：Cement Mixers ~ 真っ赤な夕陽が燃えている                                                                               | OT：Cement Mixers ~ 真っ赤な夕陽が燃えている                                                                               |      |
| 雨中街頭劇                       | 一生掛念你             | (1)                  | 1                    |                      | 1                    | 三台冠軍歌 OT：Timmy T（页面存档备份，存于） ~ One More Try                                                                | 三台冠軍歌 OT：Timmy T（页面存档备份，存于） ~ One More Try                                                                |      |
| 雨中街頭劇                       | 情牽一線               | /                    | /                    |                      | /                    | OT：Stevie B（页面存档备份，存于） ~ Because I Love You 同曲曲目：杜德偉 ~ Because I Love You                              | OT：Stevie B（页面存档备份，存于） ~ Because I Love You 同曲曲目：杜德偉 ~ Because I Love You                              |      |
| 雨中街頭劇                       | 雨中街頭劇             | 10                   | -                    |                      | -                    | | |      |
| 雨中街頭劇                       | 告別校園時             | -                    | -                    |                      | -                    | OT：Vaxpop ~ Call Your Name                                                                                                | OT：Vaxpop ~ Call Your Name                                                                                                |      |
| 1992年                           |                        |                      |                      |                      |                      | | |      |
| 只想您會意                       | 只想您會意             | 14                   | 13                   |                      | 2                    | 女聲：關淑怡 OT：優客李林 ~ 認錯                                                                                           | 女聲：關淑怡 OT：優客李林 ~ 認錯                                                                                           |      |
| 只想您會意                       | My Melody              | 15                   | 6                    |                      | 4                    | | |      |
| 只想您會意                       | 寂寞煙雨天             | 16                   | 4                    |                      | -                    | OT：전유나 （全宥娜）~ 너를 사랑하고도 (即使爱着你）                                                                       | OT：전유나 （全宥娜）~ 너를 사랑하고도 (即使爱着你）                                                                       |      |
| 紅日                             | 舊歡如夢               | -                    | -                    |                      | 4                    | 原唱者為譚炳文 | 原唱者為譚炳文 |      |
| 紅日                             | 萬千寵愛在一身         | -                    | -                    |                      | /                    | 與周慧敏合唱 | 與周慧敏合唱 |      |
| 紅日                             | 紅日                   | 2                    | 1                    |                      | 1                    | TVB劇集《他來自天堂》主題曲 OT：大事MANブラザーズバンド ~ それが大事                                                       | TVB劇集《他來自天堂》主題曲 OT：大事MANブラザーズバンド ~ それが大事                                                       |      |
| 紅日                             | 妳是我的太陽           | 9                    | 16                   |                      | /                    | TVB劇集《他來自天堂》插曲 OT：Atlantic Starr（页面存档备份，存于） ~ Masterpiece                                           | TVB劇集《他來自天堂》插曲 OT：Atlantic Starr（页面存档备份，存于） ~ Masterpiece                                           |      |
| 1993年                           |                        |                      |                      |                      |                      | | |      |
| 一生想您                         | 回首                   | 2                    | 1                    |                      | 1                    | | |      |
| 一生想您                         | 一生想你               | 4                    | 2                    |                      | 2                    | | |      |
| 一生想您                         | 等妳願意（Marry Me）   | 25                   | 13                   |                      | /                    | | |      |
| Album                            | 良心                   | -                    | -                    |                      | /                    | | |      |
| Album                            | 一生不愛別人           | 11                   | 4                    |                      | 5                    | | |      |
| Album                            | 只懂得對妳好           | (1)                  | 1                    |                      | 2                    | OT：南方之星 ~ 素敌なバーディー (NO NO BIRDY)                                                                              | OT：南方之星 ~ 素敌なバーディー (NO NO BIRDY)                                                                              |      |
| Album                            | 愛你不需要理由         | 29                   | -                    |                      | -                    | OT：陳昇 ~ 把悲傷留給自己                                                                                                  | OT：陳昇 ~ 把悲傷留給自己                                                                                                  |      |
| 克勤再見93紀念版                 | 再見                   | 27                   | -                    | /                    | 9                    | | |      |
| 1994年                           |                        |                      |                      |                      |                      | | |      |
| 克勤再見93紀念版                 | 寂寞夜晚               | -                    | -                    | /                    | 4                    | OT：François Feldman ~ Le Mal De Toi                                                                                       | OT：François Feldman ~ Le Mal De Toi                                                                                       |      |
| 希望                             | 希望                   | 7                    | 1                    | /                    | 1                    | | |      |
| 希望                             | 灰姑娘                 | 7                    | 3                    | /                    | 4                    | | |      |
| 希望                             | Oh Candice             | 15                   | 9                    | /                    | /                    | | |      |
| 一生何求                         | 一生何求               | 12                   | 6                    | /                    | /                    | | |      |
| 就是情歌                         | 後悔                   | 19                   | 12                   | /                    | 8                    | OT：孫楠 ~ 留甚麼給你 同曲曲目：鄭秀文 ~ 苦戀                                                                              | OT：孫楠 ~ 留甚麼給你 同曲曲目：鄭秀文 ~ 苦戀                                                                              |      |
| 就是情歌                         | 妒忌                   | 10                   | 4                    | /                    | 6                    | | |      |
| 1995年                           |                        |                      |                      |                      |                      | | |      |
| 就是情歌                         | 偷偷摸摸               | 4                    | 1                    | 1                    | 1                    | | |      |
| 星光燦爛Vol.2                    | 真面目                 | 11                   | 19                   | /                    | /                    | | |      |
| Reborn                           | 依依不捨               | 4                    | 1                    | 1                    | 1                    | | |      |
| Reborn                           | 為你流淚               | 6                    | 1                    | 1                    | 1                    | | |      |
| Reborn                           | 我需要你               | 9                    | 5                    | /                    | 3                    | | |      |
| Reborn                           | 一日                   | 3                    | 14                   | /                    | /                    | | |      |
| Hackenation                      | 心甘情願               | 10                   | 1                    | /                    | 1                    | | |      |
| 1996年                           |                        |                      |                      |                      |                      | | |      |
| Hackenation / 放鬆               | 情意萬縷               | /                    | 12                   | /                    | /                    | 與李樂詩合唱 | 與李樂詩合唱 |      |
| 當找到你                         | 當找到你               | 1                    | 1                    | 1                    | 1                    | 四台冠軍歌 | 四台冠軍歌 |      |
| 當找到你                         | 沒有你，贏了世界又如何 | /                    | 4                    | /                    | 5                    | | |      |
| 當找到你                         | 一個人飛               | /                    | 19                   | /                    | 7                    | | |      |
| 尋最                             | 請你早睡早起           | B                    | 1                    | 1                    | 1                    | OT：Ana Belén ~ Derroche                                                                                                   | OT：Ana Belén ~ Derroche                                                                                                   |      |
| 尋最                             | 尋最                   | /                    | 8                    | /                    | /                    | | |      |
| 1997年                           |                        |                      |                      |                      |                      | | |      |
| 尋最                             | 一知半解               | /                    | /                    | /                    | /                    | | |      |
| 在克勤身邊                       | 在我身邊               | /                    | 6                    | /                    | 5                    | | |      |
| 在克勤身邊                       | 菜湯                   | 18                   | -                    | /                    | /                    | | |      |
| 在克勤身邊                       | 進退兩男               | 18                   | 2                    | /                    | 2                    | | |      |
| 1998年                           |                        |                      |                      |                      |                      | | |      |
| 李克勤'98新曲+精選               | 球迷奇遇記             | -                    | 8                    | 3                    | 3                    | | |      |
| 1999年                           |                        |                      |                      |                      |                      | | |      |
|                                  | 一言為定               | -                    | -                    | 4                    | -                    | 與許志安、梁詠琪、楊婉儀合唱                                                                                               | 與許志安、梁詠琪、楊婉儀合唱                                                                                               |      |
| 一年半載                         | 櫻花                   | 18                   | 1                    | 3                    | 1                    | | |      |
| 一年半載                         | 留多一分鐘             | 18                   | 12                   | 17                   | 4                    | | |      |
| 2000年                           |                        |                      |                      |                      |                      | | |      |
| 再一次想你                       | 再一次想你             | -                    | 1                    | 10                   | 1                    | TVB劇集《廟街·媽·兄弟》主題曲                                                                                              | TVB劇集《廟街·媽·兄弟》主題曲                                                                                              |      |
| 再一次想你                       | 小姐妳好嘢             | -                    | 6                    | 3                    | 5                    | 與葉世榮、黃貫中合唱 OT：Sugar Ray ~ Someday                                                                               | 與葉世榮、黃貫中合唱 OT：Sugar Ray ~ Someday                                                                               |      |
| 2001年                           |                        |                      |                      |                      |                      | | |      |
| 港樂‧克勤 Live                   | 月光玫瑰               | 13                   | -                    | -                    | 8                    | | |      |
| 飛花                             | 飛花                   | 13                   | 1                    | 3                    | 1                    | | |      |
| 飛花                             | 前後腳                 | -                    | 1                    | 10                   | 1                    | | |      |
| 李克勤大樂隊                     | 血脈沸騰               | -                    | 3                    | 1                    | 3                    | | |      |
| 2002年                           |                        |                      |                      |                      |                      | | |      |
| 李克勤大樂隊                     | 來到今天               | -                    | 18                   | 7                    | 6                    | 與黃伊汶合唱 | 與黃伊汶合唱 |      |
| 飛花                             | 不知不覺愛上你         | -                    | -                    | 14                   | -                    | TVB劇集《法網伊人》主題曲                                                                                                  | TVB劇集《法網伊人》主題曲                                                                                                  |      |
| 李克勤大派對                     | Victory                | 20                   | 1                    | 1                    | 1                    | 位元堂養陰丸廣告歌 (2002世界盃版本)                                                                                        | 位元堂養陰丸廣告歌 (2002世界盃版本)                                                                                        |      |
| 李克勤大派對                     | 高妹                   | 10                   | 1                    | 1                    | 1                    | 同曲曲目：梁詠琪 ~ 高妹正傳                                                                                                | 同曲曲目：梁詠琪 ~ 高妹正傳                                                                                                |      |
| 李克勤大派對                     | 信心保証               | -                    | 17                   | 3                    | -                    | | |      |
| 愛不釋手李克勤新城唱好音樂大派對 | 愛不釋手               | 8                    | 1                    | (1)                  | 3                    | | |      |
| 2003年                           |                        |                      |                      |                      |                      | | |      |
| 不一樣的譚詠麟 - 首部曲          | 左鄰右里               | 11                   | 1                    | 1                    | 1                    | 與譚詠麟合唱 | 與譚詠麟合唱 |      |
| Ever Last                        | 合久必婚               | 8                    | 1                    | 1                    | 1                    | 另派陳苑淇合唱版本 | 另派陳苑淇合唱版本 |      |
| Ever Last / 愛                   | 愛一個人               | 1                    | 1                    | 1                    | 1                    | 四台冠軍歌 與陳慧琳合唱 | 四台冠軍歌 與陳慧琳合唱 |      |
| Ever Last                        | 三千零一夜             | 3                    | 3                    | 1                    | 8                    | | |      |
| Custom Made                      | 我不會唱歌             | 1                    | 1                    | 1                    | 1                    | 四台冠軍歌 | 四台冠軍歌 |      |
| 左麟右李                         | 自作自受               | 19                   | -                    | -                    | -                    | | |      |
| 左麟右李                         | 嗱嗱聲                 | 2                    | 1                    | 1                    | 1                    | 與譚詠麟合唱 | 與譚詠麟合唱 |      |
| Custom Made                      | 冬暖夏涼               | -                    | -                    | 2                    | 3                    | | |      |
| 2004年                           |                        |                      |                      |                      |                      | | |      |
| 左麟右李                         | 仰慕者                 | 16                   | 1                    | 2                    | -                    | 與譚詠麟合唱 | 與譚詠麟合唱 |      |
| 左麟右李04開心演唱會             | 失戀                   | -                    | -                    | 9                    | -                    | 與譚詠麟、梁榮忠合唱 | 與譚詠麟、梁榮忠合唱 |      |
| Smart I.D.                       | 六呎風雲               | 3                    | 1                    | 1                    | 1                    | | |      |
| Smart I.D.                       | 吻別的位置             | 1                    | 1                    | 1                    | 1                    | 四台冠軍歌 | 四台冠軍歌 |      |
| Smart I.D.                       | 嘭門                   | 11                   | -                    | -                    | 6                    | | |      |
| 空中飛人                         | 空中飛人               | (1)                  | 1                    | 1                    | 1                    | 四台冠軍歌 | 四台冠軍歌 |      |
| 2005年                           |                        |                      |                      |                      |                      | | |      |
| 空中飛人                         | 佳節                   | 7                    | 1                    | 1                    | 1                    | | |      |
| 喜歡祖兒3 / 空中飛人             | 刻不容緩               | 16                   | 14                   | -                    | 5                    | 與容祖兒合唱 | 與容祖兒合唱 |      |
| 空中飛人                         | 大時代                 | 1                    | 7                    | 1                    | -                    | | |      |
| 愛可以問誰                       | 醫道                   | -                    | -                    | -                    | 2                    | | |      |
| 愛可以問誰                       | 愛可以問誰             | -                    | 3                    | 1                    | 1                    | | |      |
| 李克勤演奏廳                     | 情非首爾               | 1                    | 1                    | 1                    | 1                    | 四台冠軍歌 | 四台冠軍歌 |      |
| 李克勤演奏廳                     | 婚前的女人             | 1                    | 1                    | 1                    | 1                    | 四台冠軍歌 | 四台冠軍歌 |      |
| 2006年                           |                        |                      |                      |                      |                      | | |      |
| 李克勤演奏廳                     | 勝情中人               | 11                   | 1                    | 1                    | -                    | | |      |
| 李克勤演奏廳                     | 十年前後               | 16                   | 16                   | 3                    | -                    | | |      |
| 我著十號                         | 我著十號               | 15                   | 1                    | 1                    | 1                    | | |      |
|                                  | 一家人                 | -                    | 15                   | -                    | -                    | 與容祖兒合唱 | 與容祖兒合唱 |      |
| 李克勤演奏廳II                   | 天水、圍城             | 1                    | 1                    | 1                    | 1                    | 四台冠軍歌 | 四台冠軍歌 |      |
| 李克勤演奏廳II                   | 公主太子               | 1                    | 1                    | 1                    | 1                    | 四台冠軍歌 | 四台冠軍歌 |      |
| 2007年                           |                        |                      |                      |                      |                      | | |      |
|                                  | 流金頌                 | -                    | 2                    | -                    | -                    | 與林子祥、劉德華、陳奕迅、古巨基合唱                                                                                       | 與林子祥、劉德華、陳奕迅、古巨基合唱                                                                                       |      |
| 李克勤演奏廳II                   | Paris Hilton           | -                    | 4                    | -                    | -                    | | |      |
| 李克勤演奏廳II                   | 一場兄弟               | -                    | -                    | -                    | -                    | | |      |
| My Cup of Tea                    | 花落誰家               | 1                    | 1                    | (1)                  | 3                    | | |      |
| My Cup of Tea                    | 歲月風雲               | -                    | -                    | -                    | -                    | 與周傳雄合唱 TVB劇集《歲月風雲》主題曲                                                                                     | 與周傳雄合唱 TVB劇集《歲月風雲》主題曲                                                                                     |      |
| My Cup of Tea                    | 巴西女子隊             | -                    | -                    | -                    | -                    | | |      |
| My Cup of Tea                    | 紙婚                   | 1                    | 1                    | 9                    | 1                    | | |      |
| 李克勤 No.1 Hits                 | 再見演奏廳             | 1                    | 1                    | 1                    | 2                    | | |      |
| 2008年                           |                        |                      |                      |                      |                      | | |      |
|                                  | 此時此歌               | -                    | 1                    | -                    | -                    | 與許冠傑、劉德華、古巨基、陳奕迅、容祖兒合唱                                                                               | 與許冠傑、劉德華、古巨基、陳奕迅、容祖兒合唱                                                                               |      |
| 李克勤 No.1 Hits                 | 相愛無門               | 2                    | -                    | -                    | -                    | | |      |
| 你的克勤演奏廳演唱會 2008        | 天天都是情人節         | 2                    | 1                    | 1                    | 1                    | | |      |
| Today Special                    | 她慈我悲               | 17                   | 1                    | 1                    | 1                    | | |      |
| Today Special                    | 今夕是何年             | 1                    | 3                    | 1                    | -                    | | |      |
| 2009年                           |                        |                      |                      |                      |                      | | |      |
| Today Special                    | 唔使驚                 | 2                    | 1                    | 2                    | -                    | 與譚詠麟合唱 | 與譚詠麟合唱 |      |
| Today Special                    | 萬年孤寂               | 2                    | 3                    | 2                    | 5                    | | |      |
| Today Special                    | 潑墨                   | 12                   | 6                    | 1                    | -                    | | |      |
| Today Special                    | 爸爸聲                 | -                    | 9                    | 2                    | -                    | 與張繼聰合唱 | 與張繼聰合唱 |      |
| Threesome                        | 嫲嫲                   | 8                    | 1                    | 1                    | 1                    | | |      |
| Uni-Power 合唱造大力量           | 人人英雄               | 4                    | -                    | -                    | -                    | 與環球唱片群星合唱 | 與環球唱片群星合唱 |      |
| Threesome                        | 寂寞嘍                 | 1                    | 1                    | 2                    | ×                    | | |      |
| 2010年                           |                        |                      |                      |                      |                      | | |      |
| Threesome                        | 二十四城記             | -                    | -                    | 3                    | ×                    | | |      |
| Threesome                        | 最後的早餐             | -                    | -                    | -                    | ×                    | | |      |
| 罪人                             | 罪人                   | 1                    | 1                    | 1                    | ×                    | 三台冠軍歌 改編方炯鑌歌曲《壞人》                                                                                          | 三台冠軍歌 改編方炯鑌歌曲《壞人》                                                                                          |      |
| 罪人                             |                        | 2                    | 1                    | 1                    | ×                    | | |      |
| 罪人                             | 兩人行                 | -                    | -                    | -                    | ×                    | | |      |
| 2011年                           |                        |                      |                      |                      |                      | | |      |
| 似曾相識                         | 天河                   | 1                    | 1                    | 1                    | ×                    | 三台冠軍歌 | 三台冠軍歌 |      |
| 似曾相識                         | 孔明燈                 | 1                    | 1                    | 1                    | ×                    | 三台冠軍歌 | 三台冠軍歌 |      |
| 似曾相識                         | 似曾相識               | -                    | -                    | -                    | -                    | | |      |
| 似曾相識                         | 越開心越寂寞           | -                    | -                    | -                    | -                    | TVB8金曲榜:1 | TVB8金曲榜:1 |      |
| 似曾相識                         | 你要的未來             | -                    | -                    | -                    | -                    | | |      |
| 2012年                           |                        |                      |                      |                      |                      | | |      |
|                                  | 難忘時刻               | -                    | -                    | -                    | -                    | 香港回歸十五週年主題曲 與環球唱片群星合唱                                                                                  | 香港回歸十五週年主題曲 與環球唱片群星合唱                                                                                  |      |
| 在森林和原野                     | 活著為求甚麼           | 1                    | 1                    | 1                    | -                    | 三台冠軍歌 Featuring Joey Tang                                                                                             | 三台冠軍歌 Featuring Joey Tang                                                                                             |      |
| 在森林和原野                     | 姐姐                   | 4                    | -                    | -                    | -                    | | |      |
| 在森林和原野                     | Please Say I Do        | 19                   | 10                   | 6                    | -                    | | |      |
| 2013年                           |                        |                      |                      |                      |                      | | |      |
| 紙牌屋                           | 前進                   | 10                   | 3                    | 3                    | -                    | Featuring 香港兒童合唱團                                                                                                   | Featuring 香港兒童合唱團                                                                                                   |      |
| 寶記正傳                         | 寶記正傳 Part I        | 19                   | -                    | -                    | -                    | 群星合唱 | 群星合唱 |      |
| 復克                             | 沉默的眼睛             | 2                    | 1                    | 1                    | -                    | 翻唱張學友作品 | 翻唱張學友作品 |      |
| 紙牌屋                           | 紙牌屋                 | 1                    | 1                    | 1                    | -                    | 三台冠軍歌 | 三台冠軍歌 |      |
| 紙牌屋                           | 請你不要難過           | -                    | -                    | 2                    | -                    | | |      |
| 男人的歌                         | 男人的歌               | 2                    | 9                    | 5                    | -                    | 與譚詠麟合唱 | 與譚詠麟合唱 |      |
| 2014年                           |                        |                      |                      |                      |                      | | |      |
| 精選到無朋友                     | 無朋友                 | 1                    | 1                    | (1)                  | -                    | 三台冠軍歌 | 三台冠軍歌 |      |
| 精選到無朋友                     | 屋企                   | -                    | -                    | -                    | -                    | | |      |
| 2015年                           |                        |                      |                      |                      |                      | | |      |
| 李克勤我克勤                     | 你最重要               | 1                    | 1                    | 1                    | 1                    | 四台冠軍歌 | 四台冠軍歌 |      |
| 李克勤我克勤                     | 世界真細小             | 1                    | 1                    | 1                    | 1                    | 四台冠軍歌 與容祖兒合唱 | 四台冠軍歌 與容祖兒合唱 |      |
| 李克勤我克勤                     | 戀愛為何物             | -                    | -                    | 4                    | -                    | Featuring AGA | Featuring AGA |      |
| 李克勤我克勤                     | 簡單美                 | -                    | -                    | -                    | -                    | Featuring Robynn & Kendy DBC華語歌曲流行指數：16                                                                           | Featuring Robynn & Kendy DBC華語歌曲流行指數：16                                                                           |      |
| 2016年                           |                        |                      |                      |                      |                      | | |      |
| 30克                             | 一個都不能少           | 1                    | 1                    | 1                    | 2                    | 三台冠軍歌 全球華語歌曲排行榜：4                                                                                           | 三台冠軍歌 全球華語歌曲排行榜：4                                                                                           |      |
| 愛∙回憶108 新曲+精選 2020        | 完美這一天             | -                    | 15                   | -                    | -                    | 與謝霆鋒、古巨基、容祖兒、陳偉霆、林峯、Twins合唱 電影《決戰食神》主題曲 OT: Getsunova~แตกต่างเหมือนกัน 全球華語歌曲排行榜：6 | 與謝霆鋒、古巨基、容祖兒、陳偉霆、林峯、Twins合唱 電影《決戰食神》主題曲 OT: Getsunova~แตกต่างเหมือนกัน 全球華語歌曲排行榜：6 |      |
|                                  | 團圓飯                 | -                    | -                    | -                    | -                    | 《完美這一天》國語版 與謝霆鋒、古巨基、容祖兒、陳偉霆、林峯、Twins合唱 電影《決戰食神》主題曲 OT: Getsunova~แตกต่างเหมือนกัน  | 《完美這一天》國語版 與謝霆鋒、古巨基、容祖兒、陳偉霆、林峯、Twins合唱 電影《決戰食神》主題曲 OT: Getsunova~แตกต่างเหมือนกัน  |      |
| 2017年                           |                        |                      |                      |                      |                      | | |      |
| 30克                             | C3PO                   | 1                    | 1                    | 2                    | 2                    | 全球華語歌曲排行榜：1 另派鄧小巧合唱版本《莉亞的C3PO》                                                                     | 全球華語歌曲排行榜：1 另派鄧小巧合唱版本《莉亞的C3PO》                                                                     |      |
|                                  | 時間的錯（合唱版）     | -                    | -                    | -                    | -                    | 與容祖兒合唱 | 與容祖兒合唱 |      |
|                                  | 香港 • 我家            | ×                    | 3                    | ×                    | ×                    | 香港回歸二十週年主題曲 與楊千嬅、周柏豪、陳柏宇、鄭欣宜、AGA、JW、洪卓立、許廷鏗、林欣彤合唱                               | 香港回歸二十週年主題曲 與楊千嬅、周柏豪、陳柏宇、鄭欣宜、AGA、JW、洪卓立、許廷鏗、林欣彤合唱                               |      |
| 30克                             | 失魂記                 | 1                    | 1                    | (1)                  | 2                    | 三台冠軍歌 903跨年重新上榜 hmv PLAY 本週新歌排行榜：(1)                                                                    | 三台冠軍歌 903跨年重新上榜 hmv PLAY 本週新歌排行榜：(1)                                                                    |      |
| 30克                             | 黑膠                   | 16                   | -                    | 1                    | 3                    | 與6號@RubberBand合唱 | 與6號@RubberBand合唱 |      |
| 30克                             | 五十路                 | 15                   | -                    | -                    | -                    | | |      |
| 愛∙回憶108 新曲+精選 2020        | 龍鬚糖                 | 1                    | 1                    | 1                    | 2                    | 三台冠軍歌 跨年上榜 加拿大至 HIT 中文歌曲排行榜：1                                                                         | 三台冠軍歌 跨年上榜 加拿大至 HIT 中文歌曲排行榜：1                                                                         |      |
| 2018年                           |                        |                      |                      |                      |                      | | |      |
|                                  | 單身狗                 | 1                    | 1                    | 5                    | 2                    | 加拿大至 HIT 中文歌曲排行榜：1                                                                                             | 加拿大至 HIT 中文歌曲排行榜：1                                                                                             |      |
| 2019年                           |                        |                      |                      |                      |                      | | |      |
|                                  | 活埋                   | -                    | -                    | -                    | -                    | 電影《廉政風雲》主題曲 加拿大至 HIT 中文歌曲排行榜：8                                                                      | 電影《廉政風雲》主題曲 加拿大至 HIT 中文歌曲排行榜：8                                                                      |      |
| 你是我的大明星                   | 你是我的大明星（國）   | -                    | -                    | 12                   | -                    | Featuring 杭盖乐队 | Featuring 杭盖乐队 |      |
| 你是我的大明星                   | 欠你一句我愛你（國）   | -                    | -                    | 10                   | -                    | | |      |
| 2020年                           |                        |                      |                      |                      |                      | | |      |
|                                  | 不見就散（國）         | -                    | -                    | 3                    | -                    | 與周深合唱 | 與周深合唱 |      |
| 派台歌曲成績（五台）             |                        |                      |                      |                      |                      | | |      |
| 唱片                             | 歌曲                   | 903                  | RTHK                 | 997                  | TVB                  | ViuTV | 備註 | 備註 |
| 2020年                           |                        |                      |                      |                      |                      | | |      |
| 大人的童話                       | 格林童話               | 1                    | 1                    | 1                    | 1                    | 1 | 四台冠軍歌 首支五台冠軍歌（連同ViuTV） 加拿大至 HIT 中文歌曲排行榜：14                                                     |      |
| 大人的童話                       | 為食熊貓               | -                    | 2                    | 1                    | 3                    | - | 加拿大至 HIT 中文歌曲排行榜：4                                                                                             |      |
| 2023年                           |                        |                      |                      |                      |                      | | |      |
| 大人的童話                       | 弦續                   | 10                   | 1                    | 1                    | 1                    | × | 三台冠軍歌 《弦續李克勤·港樂演唱會》主題曲 加拿大至 HIT 中文歌曲排行榜：11                                                 |      |
|                                  | 轉捩點                 | ×                    | ×                    | ×                    | -                    | × | 無綫電視劇《法言人》主題曲                                                                                                 |      |
| 大人的童話                       | 飢餓的毛毛蟲           | -                    | 2                    | -                    | ×                    | × | |      |
| 2024年                           |                        |                      |                      |                      |                      | | |      |
|                                  | 捨得（國）             | -                    | ×                    | -                    | -                    | - | 新城國語力排行榜：1 |      |

| 各台冠軍歌總數 | 各台冠軍歌總數 | 各台冠軍歌總數 | 各台冠軍歌總數 | 各台冠軍歌總數 | 各台冠軍歌總數     | 各台冠軍歌總數     |
| -------------- | -------------- | -------------- | -------------- | -------------- | ------------------ | ------------------ |
| 四台a          | 903            | RTHK           | 997            | TVB            | 備註               | 備註               |
| 四台a          | 31             | 68             | 51             | 46             | 四台冠軍歌總數：13 | 四台冠軍歌總數：13 |
| 四台a          | 34             | 68             | 55             | 46             | 冠軍週數           | 冠軍週數           |
| 五台b          | 903            | RTHK           | 997            | TVB            | ViuTV              | 備註               |
| 五台b          | 1              | 2              | 3              | 2              | 1                  | 五台冠軍歌總數：1  |

- （*）仍在榜上
- （-）未能上榜
- （×）沒有派往該台，其中包括由於2009至2014年TVB與包括其所屬環球唱片的四大唱片公司版稅紛爭
- （B）曾受到商業電台1990年代中後期只播原創歌曲政策影響而遭禁播
- （(1)）兩週冠軍
- ^  注解a：包括2020年後的冠軍歌曲
- ^  注解b：2020年起

## 音樂作品
| 發行日期       | 發行商     | 專輯類型      | 專輯名稱                 | 曲目 | 銷量              |
| -------------- | ---------- | ------------- | ------------------------ | --- | ----------------- |
| 1986年12月23日 | 寶麗金唱片 | EP            | 李克勤 EP                | 李克勤 EP 曲目 1. 誰願分手 2. 理想的開始 3. 手錶 4. 雨景 | 數千張            |
| 1987年11月4日  | 寶麗金唱片 | 大碟          | 命運符號                 | 命運符號 曲目 1. 命運符號 2. 偶然 3. 告別憂鬱 4. 絲絲雨線 5. 長途電話 6. 誰願分手 7. 月半小夜曲 8. 製造渺茫 9. 絕對自我（黃凱芹合唱） 10. 雪女 11. 手錶 12. 明天是個謎 13. 雨景 | 一萬數千張        |
| 1988年7月20日  | 寶麗金唱片 | 大碟          | 夏日之神話               | 夏日之神話 曲目 1. 夏日之神話 2. 宣戰 3. 停火 4. 大會堂演奏廳 5. 不再少年時 6. 新月情懷（羅明珠主唱） 7. 仍是老地方 8. 一幽美夢 9. 一對小天使（羅明珠合唱） 10. 愛的過路人 11. 孩子 12. 若是有一日 | 50,000            |
| 1989年3月7日   | 寶麗金唱片 | 大碟          | 此情此境                 | 此情此境 曲目 1. 深深深 2. 邊緣少年 3. 聽說你失戀 4. 足球小旋風 5. 此情此境 6. 天作之合 7. 藍月亮 8. 浪漫長路 9. 心上人 10. 心中的宇宙 | 100,000           |
| 1989年5月      | 寶麗金唱片 | EP            | 李克勤旋風Remix          | 李克勤旋風Remix 曲目 1. 足球小旋風 (Tomado) 2. 大會堂演奏廳 (Back Track) 3. 天作之合 (Love Mix) 4. 夏日之神話 (Back Track) |                   |
| 1989年9月26日  | 寶麗金唱片 | 大碟          | Purple Dream             | Purple Dream 曲目 1. 撞裂黑夜 2. 舊日的小提琴 3. 夢少年 4. IN THE CITY 5. 壯志雄心 6. 冬之旅人 7. 突然 8. 九月中的陌生人 9. 一生不變 10. 天涯小子 11. 風雨夜歸人 12. 月半小夜曲 | 150,000           |
| 1989年11月     | 寶麗金唱片 | EP            | 李克勤Remix              | 李克勤Remix 曲目 1. In The City(City Mix) 2. 閃電傳真機 3. 一生不變 (Karaoke Version) 4. 藍月亮 (Karaoke Version) |                   |
| 1990年6月      | 寶麗金唱片 | 大碟          | 一千零一夜               | 一千零一夜 曲目 1. 一千零一夜 2. 愛是情願 3. 迷離境界 4. 沒終止的夜 5. 一切是創造（關淑怡合唱） 6. 雷雨 7. 眷戀 8. 醉人的一晚 9. 仍然深愛著你 10. 靜夜 11. 創造美好明天 | 100,000           |
| 1990年10月12日 | 寶麗金唱片 | 新曲+精選     | Love                     | Love 曲目 1. My Shirley 2. 懷念她 3. 手錶 4. 命運符號 5. 告別憂鬱 6. 一千零一夜 7. 夏日之神話 8. 大會堂演奏廳 9. 誰願分手 10. 深深深 11. 藍月亮 12. 一生不變 13. 月半小夜曲 |                   |
| 1991年3月20日  | 寶麗金唱片 | 大碟          | 破曉時份                 | 破曉時份 曲目 1. 紅樓夢 2. 破曉時份 3. 後會有期 4. 綠 5. MY SHIRLEY 6. 長伴到老 7. 心悲秋 8. 跳舞波鞋 9. SHOW OFF 10. 夢斷他鄉 11. 閃電傳真機 |                   |
| 1991年10月3日  | 寶麗金唱片 | 大碟          | 雨中街頭劇               | 雨中街頭劇 曲目 1. 護花使者 2. 一生掛念妳 3. 痴情伴侶 4. 原諒我不懂說話 5. Chai Yo 6. 告別校園時 7. 如果一天 8. 雨中街頭劇 9. 代溝 10. 情牽一線 11. 這段愛 |                   |
| 1992年3月4日   | 寶麗金唱片 | 大碟          | 只想您會意               | 只想您會意 曲目 1. 只想你會意 2. 浪花季節 3. 寂寞煙雨天 4. 多想抱頭哭一場 5. 獨過一生 6. My Melody 7. 依然相愛 （關淑怡合唱） 8. 留住夕陽 9. 敷衍 10. Get Out 11. 日落西山 |                   |
| 1992年10月13日 | 寶麗金唱片 | 大碟          | 紅日                     | 紅日 曲目 1. 龍影俠 2. 無聲慰問 3. 萬千寵愛在一身（周慧敏合唱） 4. 紅日 5. 情難再 With A Melancholic Mood 6. 黃昏重逢 7. 你是我的太陽 8. 逼到慣 9. 投奔愛海 10. 逆流 11. 舊歡如夢 |                   |
| 1993年1月      | 寶麗金唱片 | 精選大碟      | 紅日精選                 | 紅日精選 曲目 1. 紅日 2. 後會有期 3. 只想您會意 4. 妳是我的太陽 5. 一生掛念妳 6. 紅樓夢 7. 寂寞煙雨天 8. 護花使者 9. 雨中街頭劇 10. My Melody 11. 舊歡如夢 12. 破曉時分 13. 眷戀 |                   |
| 1993年         | 寶麗金唱片 | 精選大碟      | 精選 CD Box Set          | 精選 CD Box Set 曲目 1. MY SHIRLEY 2. 懷念她 3. 手錶 4. 命運符號 5. 告別憂鬱 6. 一千零一夜 7. 夏日之神話 8. 大會堂演奏廳 9. 誰願分手 10. 深深深 11. 藍月亮 12. 一生不變 13. 月半小夜曲 14. 紅日 15. 後會有期 16. 只想妳會意 17. 妳是我的太陽 18. 一生掛念妳 19. 紅樓夢 20. 寂寞煙雨天 21. 護花使者 22. 雨中街頭劇 23. My Melody 24. 舊歡如夢 25. 破曉時份 26. 眷戀 |                   |
| 1993年4月      | 星光唱片   | 大碟          | 一生想您                 | 一生想您 曲目 1. 回首 2. 妳5 3. 天空海闊 4. 解釋 5. 英雄故事 6. 等你願意（Marry Me） 7. 牡丹亭・驚夢 8. 蜜月花車 9. 一生想您 10. Kiss U Goodnight |                   |
| 1993年10月7日  | 星光唱片   | 大碟          | Album                    | Album 曲目 1. 一生不愛別人 2. One Night In Paris 3. 禮拜六冇節目 4. 愛你不需要理由 5. 十萬個問上帝 6. 緣 7. 良心 8. 生命色彩 9. 請放手 10. 只懂得對妳好 11. 明天 | 200,000           |
| 1994年         | 寶麗金唱片 | 精選大碟      | 紅日精選 24K Gold        | 紅日精選 曲目 1. 紅日 2. 後會有期 3. 只想您會意 4. 妳是我的太陽 5. 一生掛念妳 6. 紅樓夢 7. 寂寞煙雨天 8. 護花使者 9. 雨中街頭劇 10. My Melody 11. 舊歡如夢 12. 破曉時分 13. 眷戀 |                   |
| 1994年         | 寶麗金唱片 | 精選大碟      | 精選 CD Box Set 24K Gold | 精選 CD Box Set 曲目 1. MY SHIRLEY 2. 懷念她 3. 手錶 4. 命運符號 5. 告別憂鬱 6. 一千零一夜 7. 夏日之神話 8. 大會堂演奏廳 9. 誰願分手 10. 深深深 11. 藍月亮 12. 一生不變 13. 月半小夜曲 14. 紅日 15. 後會有期 16. 只想妳會意 17. 妳是我的太陽 18. 一生掛念妳 19. 紅樓夢 20. 寂寞煙雨天 21. 護花使者 22. 雨中街頭劇 23. My Melody 24. 舊歡如夢 25. 破曉時份 26. 眷戀 |                   |
| 1994年2月3日   | 星光唱片   | 新曲+精選     | 再見'93紀念版            | 再見'93紀念版 曲目 1. 寂寞夜晚 2. 再見 (真情流露版) 3. 回首 4. 只懂得對妳好 5. 天空海闊 6. 良心 7. 一生想你 8. 禮拜六冇節目 9. 等你願意 (Marry Me) 10. 一生不愛別人 11. 牡丹亭驚夢 12. 愛你不需要理由 13. 明天 |                   |
| 1994年7月28日  | 星光唱片   | 大碟          | 希望                     | 希望 曲目 1. 希望 2. 驚情400年 3. 其實你乜都冇做過 (無線電視劇《成日受傷的男人》主題曲) 4. 世界末日 5. 唔准咁 6. Oh Candice 7. I Love You 8. 從未忘記你 9. 長路的孤獨巷 10. 灰姑娘 11. 人生一切一身擔 (無線電視劇《鐵膽梁寬》主題曲 長路的孤獨巷) |                   |
| 1994年8月23日  | 星光唱片   | 國語專輯      | 一生何求                 | 一生何求 曲目 1. 一生何求 2. 何嘗願意 3. 等愛的人 4. 回憶總是甜蜜 5. 把風與關在門外 6. 有情卻難愛 7. 辜負妳的情 8. 只懂得對妳好 9. 沒有人愛妳像我一樣 10. 回首 |                   |
| 1994年12月27日 | 星光唱片   | 大碟          | 就是情歌                 | 就是情歌 曲目 1. 妒忌 2. 後悔 3. 失戀專家 4. 故事 5. 情人的婚紗 6. 偷偷摸摸 7. 濃情一秒 8. 愛是這樣傷感的 9. 當我傾心愛上 10. 末世紀的愛 | 超過 200,000      |
| 1995年         | 星光唱片   | 精選大碟      | 極品音色                 | 極品音色 曲目 1. 一生不變 2. 深深深 3. 大會堂演奏廳 4. 月半小夜曲 5. 破曉時份 6. 眷戀 7. 舊歡如夢 8. 只想你會意 9. 依然相愛 10. 萬千寵愛在一身 11. 一生掛念你 12. 藍月亮 13. 一千零一夜 14. 夏日之神話 15. 雨中街頭劇 16. 仍是老地方 17. 命運符號 18. 紅日 19. 妳是我的太陽 20. My Shirley 21. 寂寞煙雨天 22. 手錶 23. 後會有期 24. 護花使者 25. My Melody 26. 紅樓夢 27. 舊日的小提琴 28. 此情此景 29. 九月中的陌生人 30. 原諒我不懂說話 31. 心悲秋 32. 風雨夜歸人 33. 投奔愛海 34. 誰願分手 |                   |
| 1995年4月2日   | 星光唱片   | 國語專輯      | 不懂溫柔                 | 不懂溫柔 曲目 1. 不懂溫柔 2. 留什麼給你 3. 無動於衷 4. 哭過笑過愛過痛過 5. 來時情路 6. 放不下感情 (潘美辰合唱) 7. 我不在乎等多久 8. 灰姑娘 9. 恨不能飛 10. 我的愛停不下來 |                   |
| 1995年7月20日  | 星光唱片   | 大碟          | Reborn                   | Reborn 曲目 1. 依依不捨 2. 一日 3. 黑夜一起過，白天忘掉我 4. 冷感 5. 愛的不再是我 6. 為妳流淚 7. 不必對我好 8. 倆小無猜 9. 站在路邊的人 10. 我需要你 | 超過 200,000      |
| 1995年12月21日 | 星光唱片   | 大碟          | Hackenation              | Hackenation 曲目 1. 心甘情願 2. 情意萬縷 3. 親密愛人 4. 蜘蛛織網的晚上 5. 陷阱 6. 難以解釋 7. 雪 8. 獨自神傷 9. 歸家 10. 人人要努力 | 50,000            |
| 1996年         | 寶麗金唱片 | 精選大碟      | 極品音色2                | 極品音色2 曲目 1. 紅日 2. 妳是我的太陽 3. My Shirley 4. 寂寞煙雨天 5. 手錶 6. 後會有期 7. 護花使者 8. My Melody 9. 紅樓夢 10. 舊日的小提琴 11. 此情此境 12. 九月中的陌生人 13. 原諒我不懂說話 14. 心悲秋 15. 風雨夜歸人 16. 投奔愛海 17. 誰願分手 |                   |
| 1996年         | 星光唱片   | 新曲+精選     | 三次元空間               | 三次元空間 1. 回來吧 2. 天意弄人 3. 回首 4. 一生不愛別人 5. 陷阱 6. 依依不捨 7. 不必對我好 8. 灰姑娘 9. 夏日火花 10. 偷偷摸摸 11. 心甘情願 12. 故事 13. 我需要你 14. 後悔 15. 驚情400年 16. 再見 |                   |
| 1996年6月13日  | 藝能動音   | 專輯          | 當找到你                 | 當找到你 曲目 1. 當找到你 2. 主角．配角 3. Ba Ba 你好嗎？ 4. 好戲之人 5. 小心輕放 6. 太幼稚 7. 將錯就錯 8. 求你原諒 9. 沒有你，贏了世界又如何 10. 心領 11. 一個人飛 12. 叫世界喝彩 | 超過 200,000      |
| 1996年11月30日 | 藝能動音   | 專輯          | 尋最                     | 尋最 曲目 1. 請你早睡早起 2. 尋最 3. 從開始…至今 4. 情迷心竅 5. 想你的舊名字 6. 不卑不亢 7. 一知半解 8. 愜意 9. 人間 10. 輕功 11. 秋止符 | 25,000            |
| 1997年3月10日  | 藝能動音   | 國語專輯      | 情牢                     | 情牢 曲目 1. 情牢 2. 只想找到你 3. 十字路 4. 插翅難飛 5. 承認吧 6. 真實謊言 7. 告白 8. 原來你也曾愛我 9. 難道你不懂 10. 知己 |                   |
| 1997年9月      | 藝能動音   | 專輯          | 在克勤身邊               | 在克勤身邊 曲目 1. 咒語 2. 菜湯 3. 在我身邊 4. 昨夜長風 5. 進退兩男 6. 滿足 7. 隨時消失的女人 8. 關燈之前 9. 傘兵 10. 日夜消磨 |                   |
| 1997年11月     | 藝能動音   | 專輯          | 請你尋最十七首           | 請你尋最十七首 曲目 1. 尋最 (Cotton Club Mix) 2. 一生不愛別人 3. 一知半解 4. 為妳流流 5. 沒有你，贏了世界又如何 6. 後悔 7. 請你早睡早起 8. 偷偷摸摸 9. 回首 10. 當找到你 11. 一個人飛 12. 依依不捨 13. 心甘情願 14. 希望 15. 只懂得對你好 16. 一生想你 17. 寂寞夜晚 |                   |
| 1997年         | 藝能動音   | 專輯          | 請你早睡早起             | 請你早睡早起 曲目 1. 請你早睡早起 2. 一知半解 3. 當找到你 |                   |
| 1997年         | 藝能動音   | 專輯          | 情迷心竅十七首           | 情迷心竅十七首 曲目 1. 仍是一個人 2. 瀟灑一派 3. 主角‧配角 4. 故事 5. 愜意 6. 不必對我好 7. 將錯就錯 8. 獨自神傷 9. 好戲之人 10. 解釋 11. 情迷心竅 12. 我需要你 13. 求你原諒 14. 濃情一秒 15. 想妳舊名字 16. 陷阱 17. Kiss U Goodnight |                   |
| 1998年6月      | 藝能動音   | 新曲+精選     | 98新曲+精選              | 98新曲+精選 曲目 1. 球迷奇遇記 2. 一枝花 3. 回首 4. 一生不愛別人 5. 尋最 6. 寂寞夜晚 7. 偷偷摸摸 8. 在我身邊 9. 一生想你 10. 一個人飛 11. 心甘情願 12. 沒有你，贏了世界又如何 13. 當找到你 14. 進退兩男 15. 依依不捨 16. 一知半解 17. 有日會行運 |                   |
| 1999年         | 藝能動音   | 精選大碟      | 李克勤音樂奇遇           | 李克勤音樂奇遇 曲目 1. 月半小夜曲 2. 大會堂演奏廳 3. 深深深 4. 一生不變 5. My Shirley 6. 雨中街頭劇 7. 只想你會意 8. 依然相愛 9. 舊歡如夢 10. 誰願分手 11. 寂寞煙雨天 12. 絲絲雨線 13. 原諒我不懂說話 14. 命運符號 15. 情難再With A Melancholic 16. 一幽美夢 17. 一生掛念妳 18. 藍月亮 19. 一千零一夜 20. 舊日的小提琴 21. 眷戀 22. 妳是我的太陽 23. 紅日 24. 九月中的陌生人 25. 手錶 26. 風雨夜歸人 27. 長伴到老 28. 看海的日子 29. 此情此境 30. 聽說你失戀 31. 告別憂鬱 32. 後會有期 33. 投奔愛海 |                   |
| 1999年         | 藝能動音   | 精選大碟      | 最多李克勤精選           | 最多李克勤精選 曲目 1. 回首 2. 當找到你 3. 只懂得對你好 4. 灰姑娘 5. 請你早睡早起 6. 一支花 7. 再見 (真情流露版) 8. 尋最 9. 在我身邊 10. 人生一切一身擔 11. 有日會行運 12. 十字路口 13. 沒有你，贏了世界又如何 14. 從未忘記你 15. 良心 16. 情牢 17. 一個人飛 18. 進退兩男 19. 天空海闊 20. 球迷奇遇記 21. 一生不愛別人 22. 寂寞夜晚 23. 依依不捨 24. 一生想你 25. 偷偷摸摸 26. 希望 27. Oh Candice 28. 禮拜六冇節目 29. 明天 30. 等妳願意 (Marry Me) 31. 一知半解 |                   |
| 1999年         | 藝能動音   | 精選大碟      | 老地方精選               | 老地方精選 曲目 1. 大會堂演奏廳 2. 眷戀 3. 月半小夜曲 4. 仍是老地方 5. 雨中街頭劇 6. 護花使者 7. 夏日之神話 8. 紅日 9. 足球小旋風 10. 破曉時份 11. 藍月亮 12. 妳是我的太陽 13. 一生掛念妳 14. 一千零一夜 15. 印象 16. 此情此境 |                   |
| 1999年12月3日  | 環球唱片   | 大碟          | 一年半載                 | 一年半載 曲目 1. 櫻花 2. 留多一分鐘 3. 今晚唱勁歌 4. 紅日 (譚詠麟合唱) 5. 深深深 6. 夏日之神話 7. 藍月亮 8. 月半小夜曲 9. 仍是老地方 10. 大會堂演奏廳 11. 一生不變 |                   |
| 2000年1月      | 環球唱片   | 大碟          | 一年半載 (第2版)         | 一年半載 (第2版) 曲目 1. 櫻花 2. 留多一分鐘 3. 今晚唱勁歌 4. 紅日 (譚詠麟合唱) 5. 深深深 6. 夏日之神話 7. 藍月亮 8. 月半小夜曲 9. 仍是老地方 10. 大會堂演奏廳 11. 一生不變 12. 留多一分鐘 (舞台劇《歷奇》主題曲) 13. 如醉的星光 |                   |
| 2000年9月      | 環球唱片   | 大碟          | 再一次想你               | 再一次想你 曲目 1. 再一次想你 2. 原來我 3. 小姐你好嘢 4. 寫我深情 5. 新生活101 6. 樓下有人 7. 猜度 8. 眼眉 9. Tears Went Dry 10. 不倒翁 |                   |
| 2001年7月      | 環球唱片   | 大碟          | 飛花                     | 飛花 曲目 1. 今年的嗜好 2. 飛花 3. 愛不壞 4. 男人的重罪 5. 絃外之音 6. 前後腳 7. 不知不覺愛上你 (電視劇法網伊人主題曲) 8. 狐狸尾巴 9. 傷寒 10. 是時候去愛（國）（丁菲飛合唱） 11. 幸福？身旁！（國） | 50,000            |
| 2002年1月4日   | 環球唱片   | 新曲＋精選    | 李克勤大樂隊             | 李克勤大樂隊 曲目 1. 血脈沸騰 (MV) 2. 血脈沸騰 3. 來到今天 （黃伊汶合唱） 4. 越夜越壞 5. 兩個細路 6. 給自己的情書 7. 飛花 8. 前後腳 9. 再一次想你 (電視劇法網伊人主題曲) 10. 小姐你好嘢 11. 寫我深情 12. 櫻花 13. 留多一分鐘 14. 好戲之人 (港樂．克勤Live) 15. 眼眉 16. 月光玫瑰 (港樂．克勤Live) 17. K歌之王 (港樂．克勤Live) | 25,000            |
| 2002年5月29日  | 環球唱片   | 大碟          | 李克勤大派對             | 李克勤大派對 曲目 1. Victory （Featuring Bond） 2. 高妹 3. 愛病 4. 信心保証 5. 我愛聖羅蘭 6. 花犯 7. 我懶惰 8. 黑房 9. 花園街的流星 10. 榮譽勳章 11. 榮譽勳章 (Classic Piano Version 陳瑞斌) | 50,000            |
| 2002年         | 環球唱片   | 大碟          | 李克勤大派對 (第2版)     | 李克勤大派對 (第2版) 曲目 1. Computer data, not playable 2. Victory (MV) 3. 高妹 (MV) 4. Victory （Featuring Bond） 5. 高妹 6. 愛病 7. 信心保証 8. 我愛聖羅蘭 9. 花犯 10. 我懶惰 11. 黑房 12. 花園街的流星 13. 榮譽勳章 14. 榮譽勳章 (Classic Piano Version 陳瑞斌) 15. 無考不成話 (無綫電視劇集《無考不成冤家》主題曲) |                   |
| 2003年4月28日  | 環球唱片   | 廣東專輯      | Ever Last                | Ever Last 曲目 1. 合久必婚? （陳苑淇合唱） 2. 愛一個人 （陳慧琳合唱） 3. 頭髮未梳好 4. 三千零一夜 5. 兒女私情 6. 快樂藥 7. 今天最愛 8. 隔夜仇 9. 米奇與米妮 10. 四角戀 11. 好人一個 | 50,000            |
| 2003年8月26日  | 環球唱片   | 廣東專輯      | Ever Last 全新加強版     | Ever Last全新加強版 曲目 1. Computer Data - Not Playable 2. 三千零一夜（MV） 3. 兒女私情（MV） 4. 現代足球小將 5. 有了你世界更美（譚詠麟合唱） 6. 左麟右里（譚詠麟合唱） 7. 合久必婚? （陳苑淇合唱） 8. 愛情勇敢 （黃伊汶合唱） |                   |
| 2003年10月3日  | 環球唱片   | 新曲＋精選    | Custom Made              | 左麟右李 曲目 CD1 1. 我不會唱歌 (郎朗鋼琴演奏) 2. 冬暖夏涼 3. 白紙鶴 4. 廿四孝 5. 舊生會 6. 包容 7. 左鄰右里 (國語版) CD2 1. 月半小夜曲 2. 夏日之神話 3. 大會堂演奏廳 4. 深深深 5. 藍月亮 6. 一生不變 7. 一千零一夜 8. 眷戀 9. My Shirley 10. 後會有期 11. 破曉時份 12. 護花使者 13. 一生掛念你 14. 只想您會意 15. 紅日 16. 舊歡如夢 CD3 1. 回首 2. 一生想你 3. 一生不愛別人 4. 只懂得對你好 5. 寂寞夜晚 6. 希望 7. 後悔 8. 偷偷摸摸 9. 依依不捨 10. 為妳流淚 11. 當找到你 12. 一個人飛 13. 請你睡早起 14. 尋最 15. 球迷奇遇記 CD4 1. 櫻花 2. 再一次想你 3. 飛花 4. 前後腳 5. 血脈沸騰 6. 來到今天 (黃伊汶合唱) 7. Victory (featuring: BOND) 8. 高妹 9. 愛不釋手 10. 左鄰右里 (譚詠麟合唱) 11. 合久必婚 12. 愛一個人 (陳慧琳合唱) 13. 三千零一夜 14. Bonus Track：一生何求 (國) | 150,000           |
| 2003年12月29日 | 環球唱片   | 大碟          | 左麟右李                 | 左麟右李 曲目 1. 嗱嗱聲 （譚詠麟合唱） 2. 老友記 （譚詠麟合唱） 3. 仰慕者 （譚詠麟合唱） 4. 自作自受 5. 有了你世界更美（譚詠麟合唱） 6. 假如 （譚詠麟）(原唱者杜麗莎) 7. 習慣失戀 (原唱者為容祖兒) 8. 愛與痛的邊緣 （譚詠麟）(原唱者王菲) 9. 獻世 (原唱者為陳小春) 10. 不應再猶豫 （譚詠麟）(原唱者蔡國權) 11. 李香蘭 (原唱者為張學友) 12. 總有你鼓勵 （譚詠麟合唱）(原唱者倫永亮、李國祥) |                   |
| 2004年6月18日  | 環球唱片   | 廣東專輯      | Smart I.D.               | Smart I.D. 曲目 1. 六呎風雲 2. 吻別的位置 3. 嘭門 4. 勤仔 5. 你不會唱歌 6. 101次求婚 7. 那個應該是我 8. 夠鐘食藥 9. 初戀十一歲 10. 世界末日的早上 | 82,010            |
| 2004年12月22日 | 環球唱片   | 廣東專輯      | 空中飛人                 | 空中飛人 曲目 1. 空中飛人 2. 開學禮（無綫電視劇集《青出於藍》主題曲） 3. 大時代 4. 佳節 5. 神州行 6. 聽傷口說話 7. 別舞 8. 時差 9. 火柴 10. 空中飛人(Acrobat Mix) |                   |
| 2005年7月23日  | 環球唱片   | 國語專輯      | 愛可以問誰               | 愛可以問誰 曲目 1. 愛可以問誰 2. 證明 3. 聲聲慢 4. 有個男人很可靠 5. 大雨 6. 我不會唱歌 (國) 7. 飛花 (國) 8. 空中飛人 (國) 9. 紅日 (國) | 200,000（全亞洲） |
| 2005年12月2日  | 環球唱片   | 廣東專輯      | 李克勤演奏廳             | 李克勤演奏廳 曲目 1. 十年前後 2. 勝情中人 3. 婚後事 4. 情非首爾 5. 未成年同盟會 6. 常在你左右 7. 婚前的女人 8. 韓夜不冷 9. 阿李爸爸 10. 輸情歌 | 100,000           |
| 2006年6月24日  | 環球唱片   | 廣東專輯      | 我著十號                 | 我著十號 曲目 1. Computer Data - Not Playable 2. 我著十號 Music Video 3. 我著十號 4. Winning 11 Mix (11 mins) (足球小旋風，我著十號，現代足球小將，Victory，球迷奇遇記) 5. Victory (Pumping Mix) 6. 球迷奇遇記 (Hard House Mix) 7. 我著十號(The Nutcracker Suite Mix) |                   |
| 2006年11月3日  | 環球唱片   | 廣東專輯      | 李克勤演奏廳II           | 李克勤演奏廳II 曲目 1. 天水·圍城 2. 公主太子 3. 肉麻 4. 香港仔 5. 粒粒皆幸福 6. 情比紙薄 7. Paris Hilton 8. 時代廣場 9. 九龍皇后 10. 一場兄弟 11. 情非首爾 12. 仍是老地方 | 40,000            |
| 2007年3月9日   | 環球唱片   | 雜錦大碟      | Love07情歌集 樂壇獎門人  | Love07情歌集 收錄李克勤歌曲 曲目 02. 婚前的女人 15. 我著十號 |                   |
| 2007年7月24日  | 環球唱片   | 廣東專輯      | My Cup of Tea            | My Cup of Tea 曲目 1. 紙婚（Featuring David Garrett on Violin） 2. 父子 3. 單身繼續 4. 分岔口 5. 花落誰家 6. Twins 7. 巴西女子隊 8. 生命四重奏 9. 小寶寶 10. 晚安 11. 紙婚（Featuring 李嘉齡 on Piano） 12. 歲月風雲（小剛合唱） 13. 花落誰家（Earth Remix） | 30,000            |
| 2007年11月23日 | 環球唱片   | 精選大碟      | No.1 Hits                | 李克勤 No.1 Hits 曲目 CD1 1. 再見演奏廳 2. 相愛無門（前名為嘆息門） 3. Mr. Children 4. 歲月風雲（與小剛合唱） 5. 紙婚 6. 花落誰家 7. 先賭為快 8. 婚前的女人 9. 心計 10. 大時代 11. 刻不容緩（與容祖兒合唱） 12. 六呎風雲 13. 自作自受 14. 左右手 15. 只想您會意 16. 一生不變 CD2 1. 公主太子 2. 天水、圍城 3. 我著十號 4. 勝情中人 5. 情非首爾 6. 佳節 7. 空中飛人 8. 吻別的位置 9. 仰慕者（譚詠麟合唱） 10. 我不會唱歌（郎朗鋼琴演奏） 11. 左鄰右里（譚詠麟合唱） 12. 愛一個人（陳慧琳合唱） 13. 合久必婚（與陳苑淇合唱） 14. 愛不釋手 15. 高妹 16. Victory（featuring Bond） 17. 前後腳 18. 飛花 CD3 1. 再一次想你 2. 紅日（譚詠麟合唱） 3. 櫻花 4. 請你早睡早起 5. 當找到你 6. 心甘情願 7. 為妳流淚 8. 依依不捨 9. 偷偷摸摸 10. 希望 11. 只懂得對你好 12. 回首 13. 破曉時份 14. 一生掛念妳 15. 一千零一夜 16. 藍月亮 17. 深深深 18. 夏日之神話 CD4 1. 仍是老地方 2. 十年前後 3. 世界末日的早上 4. 嘭門 5. 信心保證 6. 有了你世界更美 7. 傷寒 8. 月半小夜曲（HKPO Live） 9. 想妳的舊名字 10. 一個人飛 11. 好戲之人 12. 你是我的太陽 13. 萬千寵愛在一身（周慧敏合唱） 14. 寂寞煙雨天 15. 大會堂演奏廳 16. 誰願分手 |                   |
| 2009年1月15日  | 環球唱片   | 廣東專輯      | Today Special            | Today Special 曲目 1. 廉價哀傷 2. 潑墨 3. 今夕是何年 4. 她慈我悲 5. 爸爸聲（張繼聰合唱） 6. 在一起卻很寂寞 7. 萬年孤寂 8. 服 9. 忍君子（Guest Appearance by 林海峰） 10. 換季 11. 唔使驚（譚詠麟合唱） | 30,000            |
| 2009年12月30日 | 環球唱片   | 廣東專輯      | Threesome                | Threesome 曲目 1. 嫲嫲 2. 富豪雪糕 3. 樹懶 4. 樹海之下 5. 早餐A 6. 最後的早餐 7. 寂寞嘍囉 8. 二十四城記 9. 冇 10. 有為青年 |                   |
| 2010年9月15日  | 環球唱片   | 廣東專輯      | 罪人                     | 罪人 曲目 1. 罪人 2. 樓星花園 3. 對妳有話兒 4. 挨風科 5. 隱形俠 6. 兩人行 7. 爭取 8. 遲大到 9. 淡如水 10. 再見穿梭機 |                   |
| 2011年10月25日 | 環球唱片   | 國語專輯      | 似曾相識                 | 似曾相識 曲目 1. 似曾相識 2. 你要的未來 3. 越開心越寂寞 4. 最佳良藥 5. 補償 6. 看著你走 7. 分不了手 8. 偶爾平凡 9. 天河（粵） 10. 孔明燈（粵） |                   |
| 2012年4月25日  | 環球唱片   | 雜錦紀念專輯  | ReImagine Leslie Cheung  | ReImagine Leslie Cheung 曲目 CD1：03. 夢到內河 - 李克勤 DVD2 (Live Version)：10. 夢到內河、11. 風繼續吹 |                   |
| 2012年8月28日  | 環球唱片   | 廣東專輯      | 在森林和原野             | 在森林和原野 曲目 1. 活著為求甚麼（featuring Joey Tang） 2. 鑽石人生 3. Show 4. 珍寶珠 5. 放飛機 6. Please Say I Do 7. 姐姐 8. 大富翁 9. 小題大做 10. Goodbye |                   |
| 2013年7月26日  | 環球唱片   | 廣東翻唱專輯  | 復克                     | 復克 曲目 1. 沉默的眼睛（原唱：張學友） 2. 藍月亮 3. 酒紅色的心（原唱：譚詠麟） 4. 痴情意外（原唱：陳慧嫻） 5. 誰最愛你（原唱：蔡國權） 6. 如果這是情（原唱：黎明） 7. 一千零一夜 8. 句號（原唱：夏韶聲） |                   |
| 2013年10月25日 | 環球唱片   | 廣東專輯      | 紙牌屋                   | 紙牌屋 曲目 1. 紙牌屋 2. 請你不要難過 3. 探花 4. 生活大爆炸 5. 前進 (Feat. 香港兒童合唱團) |                   |
| 2013年12月6日  | 環球唱片   | 新曲＋精選    | 男人的歌                 | 男人的歌 曲目 1. 跳啦河馬 （譚詠麟合唱） 2. 男人的歌 （譚詠麟合唱） 3. 左顧右頒 （譚詠麟合唱） 4. 背後的你 （譚詠麟合唱） 5. 左鄰右里 （譚詠麟合唱） 6. 嗱嗱聲 （譚詠麟合唱） 7. 老友記 （譚詠麟合唱） 8. 仰慕者 （譚詠麟合唱） 9. 唔使驚 （譚詠麟合唱） 10. 有了你世界更美 （譚詠麟合唱） |                   |
| 2014年6月20日  | 環球唱片   | 新曲＋精選    | 精選到無朋友             | 精選到無朋友 曲目 CD 1 1. 無朋友 2. 屋企 3. 北京北角 4. 紙牌屋 5. 男人的歌 (左麟右李) 6. 沉默的眼睛 7. 活着為求甚麼 8. 夢到內河 9. 孔明燈 10. 天河 11. 似曾相識 (國) 12. 再見穿梭機 13. 罪人 14. 寂寞嘍囉 15. 嫲嫲 16. 未卜先知 (Mr.合唱) 17. 唔使驚 18. 她慈我悲 CD 2 1. 花落誰家 2. 再見演奏廳 3. 天水、圍城 4. 我著十號 5. 情非首爾 6. 愛可以問誰 (國) 7. 空中飛人 8. 六呎風雲 9. 嗱嗱聲 (左麟右李) 10. 我不會唱歌 (郎朗鋼琴演奏) 11. 愛一個人 (陳慧琳合唱) 12. 合久必婚 (陳苑淇合唱) 13. 左鄰右里 (左麟右李) 14. 愛不釋手 15. 高妹 16. Victory (feat. Bond) 17. 來到今天 (黃伊汶合唱) 18. 飛花 CD 3 1. 再一次想你 2. 櫻花 3. 留多一分鐘 4. 球迷奇遇記 5. 在我身邊 6. 仍是一個人 7. 請你早睡早起 8. 當找到你 9. 情牢 (國) 10. 回來吧 11. 心甘情願 12. 不懂溫柔 (國) 13. 依依不捨 14. 偷偷摸摸 15. 希望 16. 再見 (真情流露版) 17. 寂寞夜晚 CD 4 1. 一生不愛別人 2. 回首 3. 紅日 4. 只想您會意 5. 護花使者 6. 眷戀 7. 一千零一夜 8. My Shirley 9. 一生不變 10. 藍月亮 11. 深深深 12. 不再少年時 13. 大會堂演奏廳 14. 夏日之神話 15. 月半小夜曲 16. 誰願分手                                                        |                   |
| 2015年8月14日  | 環球唱片   | 廣東專輯      | 李克勤我克勤             | 李克勤我克勤‬ 曲目 1. 你最重要‬ 2. 世界真細小 (與容祖兒合唱） 3. 戀愛為何物（Feat. AGA） 4. 簡單美（Feat. Robynn & Kendy） 5. 簽紙 6. 你最重要（Remix） 7. 簡單美（One take acoustic version） |                   |
| 2017年         | 環球唱片   | 精選大碟      | 環球萃取K2HD升級精選     | 環球萃取K2HD升級精選‬ 曲目 1. 命運符號 2. 告別憂鬱 3. 月半小夜曲 4. 夏日之神話 5. 仍是老地方 6. 一生不變 7. 眷戀 8. 破曉時份 9. 護花使者 10. 一生掛念妳 11. 只想您會意 12. 依然相愛 (關淑怡合唱) 13. 萬千寵愛在一身 (周慧敏合唱) 14. 紅日 15. 舊歡如夢 16. 足球小旋風 17. 不知不覺愛上你 18. 一對小天使 (羅明珠合唱) |                   |
| 2017年3月16日  | 環球唱片   | 翻唱+精選專輯 | 复克II（特裝2CD限量版）  | 复克II 曲目 CD1翻唱 1. 友情歲月（原唱：鄭伊健） 2. 單車（原唱：陳奕迅） 3. 愛是永恆（原唱：張學友） 4. 霧之戀（原唱：譚詠麟） 5. 遙遠的她（原唱：譚詠麟） 6. 當我知道你們相愛（原唱：郭富城） CD2 18首精選 1. 飛花 2. 愛不釋手 3. 高妹 4. 合久必婚（李克勤 / 陳苑淇） 5. 愛一個人（李克勤 / 陳慧琳） 6. 我不會唱歌（鋼琴演奏：郎朗） 7. 空中飛人 8. 嗱嗱聲（李克勤 / 譚詠麟） 9. 情非首爾 10. 天水、圍城 11. 花落誰家 12. 她慈我悲 13. 嫲嫲 14. 罪人 15. 活著為求什麼 16. 紙牌屋 17. 世界真細小（李克勤 / 容祖兒） 18. 戀愛為何物（feat. AGA江海迦） |                   |
| 2017年5月29日  | 英皇娛樂   | 廣東專輯      | 30克                     | 30克 曲目 1. 黑膠 2. 五十路 3. C3PO 4. 恭喜你 5. 給歌迷梁小姐的公開信 6. 失魂記 7. 一個都不能少 8. 30克 |                   |
| 2019年6月25日  | 英皇娛樂   | 國語EP        | 你是我的大明星           | 你是我的大明星 曲目 1. 你是我的大明星 2. 惹 3. 欠你一句我愛你 4. 擁有 5. 最完美的分手（阿蘭·達瓦卓瑪合唱） |                   |
| 2023年5月11日  | 英皇娛樂   | 廣東專輯      | 大人的童話               | 大人的童話 曲目 1. 弦續 2. 格林童話 3. 飢餓的毛毛蟲 4. 小紅帽沒有遇到大灰狼 5. 回魂夜 6. 問題王子 7. 妳的移動城堡 8. 為食熊貓 9. 這個故事教訓我們 |                   |

### 電視劇主題曲
| 年份   | 劇集           | 類型   | 歌曲                                | 專輯收錄               |
| 1988年 | 不再少年時     | 主題曲 | 不再少年時                          | 夏日之神話             |
| 1988年 | 不再少年時     | 插曲   | 愛的過路人 一對小天使（羅明珠合唱） | 夏日之神話             |
| 1989年 | 摩登小寶       | 插曲   | 人間童話（黃凱芹合唱）              | 黃凱芹《短篇小說》     |
| 1989年 | 藍月亮（ATV）  | 主題曲 | 一生不變                            | Purple Dream           |
| 1989年 | 淘氣雙子星     | 插曲   | 夢少年                              | Purple Dream           |
| 1990年 | 同居三人組     | 主題曲 | 迷離境界                            | 一千零一夜             |
| 1990年 | 同居三人組     | 插曲   | 愛是情願                            | 一千零一夜             |
| 1990年 | 天上凡間       | 主題曲 | 一切是創造（關淑怡合唱）            | 一千零一夜             |
| 1990年 | 天上凡間       | 插曲   | 沒終止的夜                          | 一千零一夜             |
| 1991年 | 浪族闊少爺     | 主題曲 | 代溝                                | 雨中街頭劇             |
| 1991年 | 浪族闊少爺     | 插曲   | 情牽一線                            | 雨中街頭劇             |
| 1992年 | 龍影俠         | 主題曲 | 龍影俠                              | 紅日                   |
| 1992年 | 龍影俠         | 插曲   | 無聲慰問                            | 紅日                   |
| 1992年 | 他來自天堂     | 主題曲 | 紅日                                | 紅日                   |
| 1992年 | 他來自天堂     | 插曲   | 妳是我的太陽                        | 紅日                   |
| 1994年 | 成日受傷的男人 | 主題曲 | 其實你乜都冇做過                    | 希望                   |
| 1994年 | 鐵膽梁寬       | 主題曲 | 人生一切一身擔                      | 希望                   |
| 1995年 | 邊緣故事       | 主題曲 | 真面目                              | 星光燦爛 Vol 2         |
| ------ | -------------- | ------ | ----------------------------------- | ---------------------- |
| 1996年 | 五個醒覺的少年 | 主題曲 | 改改改                              | 未曾收錄               |
| 1997年 | 濟公           | 主題曲 | 瀟洒一派                            | 情迷心竅十七首         |
| 1997年 | 濟公           | 插曲   | 仍是一個人                          | 情迷心竅十七首         |
| 1998年 | 師奶強人       | 主題曲 | 一枝花                              | '98新曲+精選           |
| 1998年 | 林世榮         | 主題曲 | 有日會行運                          | '98新曲+精選           |
| 2000年 | 廟街·媽·兄弟   | 主題曲 | 再一次想你                          | 再一次想你             |
| 2000年 | 廟街·媽·兄弟   | 插曲   | 寫我深情                            | 再一次想你             |
| 2000年 | 碧血劍         | 主題曲 | 明明深愛著你                        | 未曾收錄               |
| 2002年 | 法網伊人       | 主題曲 | 不知不覺愛上你                      | 飛花                   |
| 2002年 | 無考不成冤家   | 主題曲 | 無考不成話                          | 李克勤大派對（第二版） |
| 2002年 | 戇夫成龍       | 主題曲 | 愛情勇敢（黃伊汶合唱）              | Ever Last 全新加強版   |
| 2004年 | 心理心裏有個謎 | 主題曲 | 心結                                | 未曾收錄               |
| 2004年 | 青出於藍       | 主題曲 | 開學禮                              | 空中飛人               |
| 2005年 | 醫道           | 主題曲 | 醫道                                | 愛可以問誰             |
| 2005年 | 酒店風雲       | 主題曲 | 心計                                | 男人魅                 |
| 2006年 | 賭場風雲       | 主題曲 | 先賭為快                            | 李克勤 No.1 Hits       |
| 2007年 | 歲月風雲       | 主題曲 | 歲月風雲（小剛合唱）                | My Cup of Tea          |
| 2017年 | 誇世代         | 主題曲 | 誇世代                              | 未曾收錄               |
| 2020年 | 秋蟬           | 主題曲 | 飛翔的蒲公英                        | 未曾收錄               |
| 2023年 | 法言人         | 主題曲 | 轉捩點                              | 未曾收錄               |

### 未收錄之歌曲
- 1991年：三眼小子（TVB動畫《三眼小子》主題曲）
- 1996年：改改改（TVB電視劇《五個醒覺的少年》主題曲）
- 2000年：明明深愛著你（TVB台慶劇《碧血劍》主題曲）
- 2000年：英雄無淚 (國)（TVB台慶劇《碧血劍》國語版主題曲）
- 2002年：Victory (國)（TVB《2002年世界盃》國語版主題曲）
- 2004年：心結（TVB電視劇《心理心裏有個謎》主題曲）
- 2012年：決戰草原（Now TV《歐洲國家盃2012》主題曲）
- 2017年：誇世代（TVB台慶劇《誇世代》主題曲）
- 2023年：轉捩點（TVB電視劇《法言人》主題曲）

### 《我是歌手》第四季
2016年1月，加盟湖南衛視《我是歌手》第四季，為首發歌手，在4月8號總決賽對決黃致列落敗，未能晉級為「終極歌王候選人」。
| 我是歌手第四季 李克勤競演排名            |                |          |                        |                        |                                            |                    |                    |                    |                                                                           |
| 期數                                     | 輪數           | 播出日期 | 演唱歌曲               | 原唱                   | 歌曲介紹                                   | 排名               | 得票率             | 出場序             | 備註                                                                      |
| 全碟編曲：Johnny Yim（下面註明例外曲目） |                |          |                        |                        |                                            |                    |                    |                    |                                                                           |
| 1                                        | 第一輪排位賽   | 1月15號  | 《霧之戀》             | 譚詠麟                 | 詞：林敏驄 曲：鈴木喜三郎                  | 3                  | 16.90%             | 4                  | —                                                                         |
| 2                                        | 第一輪淘汰賽   | 1月22號  | 《當我知道你們相愛》   | 郭富城                 | 詞／曲：小 美                              | 5                  | 11.76%             | 6                  | 兩場總成績第3名                                                           |
| 3                                        | 第一輪踢館賽   | 1月29號  | 《遙遠的她》           | 張學友                 | 詞：潘源良 曲：谷村新司                    | 1                  | 27.20%             | 5                  | 個人最高排名同得票率 獲得354票                                            |
| 4                                        | 第二輪排位賽   | 2月5號   | 《謝謝你的愛》         | 劉德華                 | 詞：林秋離 曲：熊美玲                      | 5                  | 10.93%             | 1                  | —                                                                         |
| 4                                        | 第二輪排位賽   | 2月5號   | 《一起走過的日子》     | 劉德華                 | 詞：小 美 曲：胡偉立                       | 5                  | 10.93%             | 1                  | —                                                                         |
| 5                                        | 第二輪淘汰賽   | 2月12號  | 《單車》               | 陳奕迅                 | 詞：黃偉文 曲：柳重言 編曲：趙增熹、林嶽霆 | 3                  | 15.12%             | 2                  | 兩場總成績第5名                                                           |
| 6                                        | 第二輪踢館賽   | 2月19號  | 《友情歲月》           | 鄭伊健                 | 詞：劉卓輝 曲：陳光榮                      | 2                  | 不詳               | 5                  | 歌手互投第1名                                                             |
| 7                                        | 第三輪排位賽   | 2月26號  | 《風繼續吹》           | 張國榮                 | 詞：鄭國江 曲：宇崎龍童 編曲：唐奕聰       | 5                  | 13.85%             | 6                  | —                                                                         |
| 8                                        | 第三輪淘汰賽   | 3月4號   | 《醜八怪》             | 薛之謙                 | 詞：甘世佳 曲：李榮浩                      | 6                  | 11.17%             | 1                  | 個人最低排名同得票率 兩場總成績第6名 加入《我很醜可是我很溫柔》旋律同詞曲 |
| 9                                        | 第三輪踢館賽   | 3月11號  | 《可惜不是你》         | 梁靜茹                 | 詞：李焯雄 曲：曹軒賓 編曲：趙增熹         | 5                  | 11.06%             | 2                  | 前奏加入《飛花》                                                          |
| 10                                       | 第四輪排位賽   | 3月18號  | 《天梯》               | C AllStar              | 詞：鍾 晴 曲：賴映彤                       | 2                  | 18.92%             | 3                  | 原唱亦作現場和聲團                                                        |
| 11                                       | 第四輪淘汰賽   | 3月25號  | 《我不會唱歌》         | 李克勤                 | 詞：黃偉文 曲：曾奕文                      | 1                  | 19.78%             | 7                  | 個人最高排名 歌手互投第2名 兩場總成績第2名 由郎朗現場彈奏 晉級總決賽      |
| 12                                       | 突圍賽         | 4月1號   | 首發歌手進入總決賽     | 首發歌手進入總決賽     | 首發歌手進入總決賽                         | 首發歌手進入總決賽 | 首發歌手進入總決賽 | 首發歌手進入總決賽 | 首發歌手進入總決賽                                                        |
| 13                                       | 總決賽第一輪   | 4月8號   | 《左林右莉走一回》組曲 | 《左林右莉走一回》組曲 | 《左林右莉走一回》組曲                     | 5                  | 不詳               | 6                  | 幫唱嘉賓：林子祥、葉蒨文 晉級第二輪                                       |
| 13                                       | 總決賽第一輪   | 4月8號   | 《瀟灑走一回》         | 葉蒨文                 | 詞：陳樂融、王蕙玲 曲：陳大力、陳秀男      | 5                  | 不詳               | 6                  | 幫唱嘉賓：林子祥、葉蒨文 晉級第二輪                                       |
| 13                                       | 總決賽第一輪   | 4月8號   | 《阿Lam日記》          | 林子祥                 | 詞：林子祥 曲：E Garcia                    | 5                  | 不詳               | 6                  | 幫唱嘉賓：林子祥、葉蒨文 晉級第二輪                                       |
| 13                                       | 總決賽第一輪   | 4月8號   | 《數字人生》           | 林子祥                 | 詞：潘源良 曲：Denny Randell、Sandy Lizer  | 5                  | 不詳               | 6                  | 幫唱嘉賓：林子祥、葉蒨文 晉級第二輪                                       |
| 13                                       | 總決賽第二輪   | 4月8號   | 《愛是永恆》           | 張學友                 | 詞：林振強 曲：Dick Lee                    | 前六強             | 前六強             | 3                  | —                                                                         |
| 14                                       | 2016雙年巔峰會 | 4月15號  | 《克不容緩》組曲       | 《克不容緩》組曲       | 編曲：何秉舜                               | —                  | —                  | 3                  | 以組合形式同容祖兒演出                                                    |
| 14                                       | 2016雙年巔峰會 | 4月15號  | 《逃》                 | 容祖兒                 | 詞：黃偉文 曲：陳奐仁                      | —                  | —                  | 3                  | 以組合形式同容祖兒演出                                                    |
| 14                                       | 2016雙年巔峰會 | 4月15號  | 《嘭門》               | 李克勤                 | 詞：黃偉文 曲：陳輝陽                      | —                  | —                  | 3                  | 以組合形式同容祖兒演出                                                    |
| 14                                       | 2016雙年巔峰會 | 4月15號  | 《說好的幸福呢》       | 周杰倫                 | 詞：方文山 曲：周杰倫                      | —                  | —                  | 3                  | 以組合形式同容祖兒演出                                                    |

## 演出作品
李克勤除了是歌手外，還是一個很受歡迎的演員，但其演技卻一直備受批評。曾經在一個遊戲節目中被鄧健泓揶揄「難怪你一直以來是最受歡迎男歌手，而不是影帝」。而其中一套電影《左麟右李之我愛醫家人》令其在金話梅電影選舉中勇奪「最佳拍檔」，一年後的《美女食神》更勇奪「影帝」和「最佳拍檔」。

### 電視劇（無綫電視）
| 年份   | 劇集                                 | 角色   | 同劇演員                                                                                |
| ------ | ------------------------------------ | ------ | --------------------------------------------------------------------------------------- |
| 1985年 | 中四丁班                             | 不詳   | 吳啟華、王書麒、張衛健、陳敏兒 客串                                                     |
| 1988年 | 不再少年時                           | 米家勇 | 羅明珠、楊羚、鍾淑慧、劉錫明、蘇永康 第一男主角                                         |
| 1989年 | 淘氣雙子星                           | 查星宇 | 郭富城、黃貫中、余倩雯、黃寶欣、梅小惠 第一男主角                                       |
| 1990年 | 同居三人組                           | 戴日歡 | 郭晉安、李國麟、梁佩瑚、商天娥、李家聲、黃寶欣、羅蘭、曾近榮、陳曼娜、張鳳妮 單元男主角 |
| 1991年 | 浪族闊少爺                           | 蔣傑   | 鄭秀文、劉玉翠、李家聲 第一男主角                                                       |
| 1992年 | 龍影俠                               | 傳家寶 | 關禮傑、黎姿、楊美儀、雷宇揚 第一男主角                                                 |
| 1992年 | 他来自天堂                           | 吳福基 | 袁詠儀、周文健、樊亦敏、劉玉翠、陳曼娜、黃一山 第一男主角                               |
| 1993年 | 不可思議星期二之驚宴（第一輯第一集） |        | 梁榮忠、孫季卿                                                                          |
| 1994年 | 黃飛鴻系列之鐵膽梁寬                 | 梁寬   | 宣萱、傅明憲、梁家仁、梁榮忠 第一男主角                                                 |
| 1998年 | 師奶強人                             | 李小森 | 滕麗名、梁榮忠、陳秀珠、阮兆祥、郭少芸、梅小惠 第一男主角                               |
| 2000年 | 廟街·媽·兄弟                         | 楊帶寶 | 黃淑儀、梁漢文、葉璇、鍾麗淇 第一男主角                                                 |
| 2002年 | 法網伊人                             | 高志朗 | 郭可盈、謝天華、吳綺莉、石修 第一男主角                                                 |
| 2003年 | 富豪海灣非凡情緣之 一家一愛情故事    | 水剛   | 宣萱 單元角色                                                                           |

### 電影
| 年份   | 劇集                 | 角色                     | 同片演員 |
| 1991年 | Yes一族              | 勤仔                     | 黎明、周慧敏、草蜢 |
| 1993年 | 太子傳說             | 探長                     | 張學友、關之琳、劉嘉玲、陳惠敏、陳元 |
| 1996年 | 運財智叻星           | 神仙                     | 陳百祥、袁詠儀、王敏德、鍾麗緹、吳鎮宇、譚詠麟、鍾鎮濤、王晶、曾志偉、梅艷芳、黃一飛、成奎安、程東、文雋、苑瓊丹、朱咪咪、魯芬、羅家英、羅文、張可頤、苗僑偉、鍾定一、鄧建明、Joe Junior |
| 2001年 | 漫画風雲             |                          | 張智霖、陳奕迅、林心如、謝霆鋒、廖偉雄、林尚義、林曉峰、劉以達、羅蘭 |
| 2001年 | 不解之謎             | 逸思                     | 小雪、徐錦江、吳毅將、羅蘭、許紹雄 |
| 2003年 | 愛在陽光下           |                          | 劉德華、鄭秀文、林子祥、葉蒨文、黃秋生、劉青雲、梁詠琪、陳慧琳 |
| 2004年 | 六壯士               | 吹水強                   | 林子祥、鄭伊健、許志安、杜汶澤、譚俊彥 |
| 2006年 | 左麟右李之我愛醫家人 |                          | 譚詠麟 |
| 2007年 | 美女食神             | 杜碩堅 (S.K.To / SK2)    | 佘詩曼、元秋、鄭希怡、梁敏儀、劉洋、王晶、李思蓓、黃文慧、張達明、吳志雄、鄧健泓、陳 煒、田啟文、劉以達、Otto@EO2、喬寶寶、黃一飛、李健仁、林子聰、李力持、周中                          |
| 2007年 | 女人本色             | 威廉                     | 梁詠琪、薛凱琪、林子祥、鄭嘉穎、張敬軒、阮小儀、許紹雄、高雄 |
| 2015年 | 王家欣               | 坪洲西餐廳老闆（2015年） | 黃又南、吳千語、劉美君、梁詠琪 |
| ------ | -------------------- | ------------------------ | --- |

### 舞台劇
- 1999年：《歷奇》飾 Ricky

### 節目主持

#### 無綫電視
- 1988年 - 1989年：《潮流拍子機》
- 1992年：《暑假玩到盡》
- 1992年 - 1993年：《叻人新世紀》
- 1993年：《永安旅遊話你知：點解澳洲咁好玩》
- 1993年，1998年：《國際航空小姐選舉》
- 1994年：《叻人玩轉新世紀》
- 1996年：《奧運群星智激鬥》
- 1996年：《1996亞特蘭大奧運》
- 1996年：《體壇群星創高峰》
- 1997年：《香港傑出運動員選舉特輯》
- 1998年：《星光燦爛仁愛堂》
- 1998年：《愛心匯聚獻再生》
- 1998年：《無綫世界盃98》
- 1999年 - 2000年：《勁歌金曲》
- 1999年：《送暖到台灣》
- 1999年：《譚詠麟流行經典再高歌》
- 1999年：《精彩邁向2000年》
- 2000年：《星光熠熠耀保良》
- 2001年：《好客香港攞滿FUN》
- 2002年：《無綫世界盃02》
- 2003年：《無綫喜劇之王》
- 2005年：《殘酷一叮》
- 2006年：《無綫世界盃06》
- 2008年：《2008北京奧運》
- 2012年：《2012倫敦奧運》開幕儀式
- 2012年 - 2013年：《決戰一分鐘》
- 2021年：《聲夢傳奇》（星級首席導師兼主理人）

#### 商業電台
- 2010年：《在晴朗的一天出發》 嘉賓主持
- 2010年9月15日：《一八七二遊花園》 嘉賓主持
- 2012年：《一圈圈》 嘉賓主持
- 2018年：《口水多過浪花》 嘉賓主持

### 内地大型音乐综艺
- 2015年：《蒙面歌王》（江苏卫视）
- 2016年：《我是歌手第四季》（湖南卫视）
- 2019年：《中國夢之聲 我們的歌》第一季（东方卫视）
- 2021年：《2021中国好声音》（浙江卫视）
- 2022年：《聲生不息》（芒果TV、湖南卫视、TVB联手，香港回归25周年特别献礼）和《2022中国好声音》（浙江卫视）
- 2024年：《披荊斬棘 (第四季)》（芒果TV）

## 獎項
| 年份          | 獎 |
| 1988年 (1獎)  | - 勁歌金曲第三季季選－得獎歌曲《夏日之神話》 |
| 1989年 (4獎)  | - 勁歌金曲第一季季選－得獎歌曲《深深深》 - 勁歌金曲第三季季選－得獎歌曲《一生不變》 - 第12屆十大中文金曲頒獎音樂會－十大中文金曲《一生不變》 - 1989年度十大勁歌金曲頒獎典禮－十大勁歌金曲獎《一生不變》 |
| 1990年 (5獎)  | - 勁歌金曲第二季季選－得獎歌曲《眷戀》 - 勁歌金曲第三季季選－得獎歌曲《一千零一夜》 - 勁歌金曲第四季季選－得獎歌曲《My Shirley》 - 第13屆十大中文金曲頒獎音樂會－十大中文金曲《一千零一夜》 - 1990年度十大勁歌金曲頒獎典禮－十大勁歌金曲獎《眷戀》 |
| 1991年 (3獎)  | - 1991年勁歌金曲第二季季選－得獎歌曲《破曉時分》 - 1991年勁歌金曲第四季季選－得獎歌曲《護花使者》 - 1991年度十大勁歌金曲頒獎典禮－最佳音樂錄影帶演出獎《護花使者》 |
| 1992年 (4獎)  | - 1992年勁歌金曲第一季季選－得獎歌曲《只想你會意》 - 1992年勁歌金曲第三季季選－得獎歌曲《舊歡如夢》 - 1992年勁歌金曲第四季季選－得獎歌曲《紅日》 - 1992年度十大勁歌金曲頒獎典禮－最佳音樂錄影帶演出獎《紅日》、《舊歡如夢》 |
| 1993年 (5獎)  | - 1993年勁歌金曲第一季季選－得獎歌曲《回首》 - 1993年勁歌金曲第二季季選－得獎歌曲《一生想你》 - 1993年勁歌金曲第三季季選－得獎歌曲《一生不愛別人》 - 1993年勁歌金曲第四季季選－得獎歌曲《只懂得對你好人》 - 1993年度十大勁歌金曲頒獎典禮－十大勁歌金曲獎《回首》 |
| 1994年(5獎)   | - 1994年勁歌金曲第一季季選－得獎歌曲《寂寞夜晚》 - 1994年勁歌金曲第二季季選－得獎歌曲《希望》 - 1994年勁歌金曲第四季季選－得獎歌曲《後悔》 - 第17屆十大中文金曲頒獎音樂會－優秀流行歌手大獎 - 1994年度十大勁歌金曲頒獎典禮－最佳音樂錄影帶演出獎《希望》 |
| 1995年(4獎)   | - 1995年勁歌金曲第一季季選－得獎歌曲《偷偷摸摸》 - 1995年勁歌金曲第三季季選－得獎歌曲《為你流淚》 - 第18屆十大中文金曲頒獎音樂會－優秀流行歌手大獎 - 第3屆新加坡金曲獎－最佳新人獎 |
| 1996年(3獎)   | - 1996年勁歌金曲第三季季選－得獎歌曲《一個人飛》 - 1996年勁歌金曲第四季季選－得獎歌曲《請你早睡早起》 - 新城勁爆頒獎禮1996－改編歌曲獎《請你早睡早起》 |
| 1998年(1獎)   | - 1998年勁歌金曲第二季季選－得獎歌曲《球迷奇遇記》 |
| 1999年(1獎)   | - 1999年勁歌金曲第四季季選－得獎歌曲《櫻花》 |
| 2000年(1獎)   | - 2000年勁歌金曲第二季季選－得獎歌曲《再一次想你》 |
| 2001年(7獎)   | - 2001年勁歌金曲第二季季選－得獎歌曲《飛花》 - 2001年勁歌金曲第三季季選－得獎歌曲《前後腳》 - 2001年勁歌金曲第四季季選－得獎歌曲《血脈沸騰》 - 新城勁爆頒獎禮2001－新城勁爆歌曲《飛花》 - 第24屆十大中文金曲頒獎音樂會－優秀流行歌手大獎 - 2001年度十大勁歌金曲頒獎典禮－十大勁歌金曲獎《飛花》 - IFPI香港唱片銷量大獎2001－十大銷量廣東唱片《港樂‧克勤 Live》 |
| 2002年 (23獎) | - 2002年勁歌金曲第一季季選－最受歡迎合唱歌曲獎《來到今天》（同黃伊汶合唱） - 2002年勁歌金曲第二季季選－得獎歌曲《Victory》 - 2002年勁歌金曲第三季季選－得獎歌曲《高妹》 - 2002年勁歌金曲第四季季選－得獎歌曲《愛不釋手》 - 新城勁爆頒獎禮2002－新城勁爆歌曲《高妹》 - 新城勁爆頒獎禮2002－新城勁爆歌曲《Victory》 - 新城勁爆頒獎禮2002－新城勁爆歌曲《愛不釋手》 - 新城勁爆頒獎禮2002－新城勁爆男歌手 - 第25屆十大中文金曲頒獎音樂會－優秀流行歌手大獎 - 第25屆十大中文金曲頒獎音樂會－十大中文金曲《愛不釋手》 - 第25屆十大中文金曲頒獎音樂會－十大中文金曲《高妹》 - 第25屆十大中文金曲頒獎音樂會－全年最高銷量歌手大獎 男歌手 - 2002年度十大勁歌金曲頒獎典禮－十大勁歌金曲獎《愛不釋手》 - 2002年度十大勁歌金曲頒獎典禮－最受歡迎男歌星 - 2002年度TVB8金曲榜頒獎典禮－TVB8金曲榜全球華語觀眾最愛粵語歌曲獎《高妹》 - IFPI香港唱片銷量大獎頒獎禮2002－十大銷量廣東唱片《李克勤大派對》 - IFPI香港唱片銷量大獎頒獎禮2002－十大銷量廣東唱片《李克勤情情塔塔演唱會2002》 - IFPI香港唱片銷量大獎頒獎禮2002－全年最高銷量本地男歌手 - 第2屆雪碧中國原創音樂流行榜－年度最佳合唱歌曲《來到今天》（同黃伊汶合唱） - 第2屆雪碧中國原創音樂流行榜－港台金曲《飛花》 - 《音樂先鋒榜》2002年度頒獎典禮－年度金曲金獎《高妹》 - 《音樂先鋒榜》2002年度頒獎典禮－最佳合唱歌曲獎《來到今天》（同黃伊汶合唱） - 《音樂先鋒榜》2002年度頒獎典禮－最佳唱片銷量男歌手獎 |
| 2003年 (41獎) | - 2003年度壹電視大獎－十大電視藝人 第8位 - 2003年度壹電視大獎－Onkyo 聲、色、藝俱全藝人大獎 - 2003年勁歌金曲第一季季選－得獎歌曲《合久必婚》 - 2003年勁歌金曲第一季季選－季選最佳合唱歌曲《左鄰右里》（同譚詠麟合唱） - 2003年勁歌金曲第二季季選－季選最佳合唱歌曲《愛一個人》（同陳慧琳合唱） - 2003年勁歌金曲第三季季選－得獎歌曲《三千零一夜》 - 2003年勁歌金曲第四季季選－得獎歌曲《我不會唱歌》 - 第26屆十大中文金曲頒獎音樂會－優秀流行歌手大獎 - 第26屆十大中文金曲頒獎音樂會－十大中文金曲《合久必婚》 - 第26屆十大中文金曲頒獎音樂會－十大中文金曲《左鄰右里》（同譚詠麟合唱） - 第26屆十大中文金曲頒獎音樂會－全年最高銷量歌手大獎（男歌手） - 新城勁爆頒獎禮2003－新城勁爆歌曲《合久必婚？》 - 新城勁爆頒獎禮2003－新城勁爆歌曲《我不會唱歌》 - 新城勁爆頒獎禮2003－新城勁爆歌曲《愛一個人》（同陳慧琳合唱） - 新城勁爆頒獎禮2003－新城勁爆大碟《左麟右李演唱會2003》 - 新城勁爆頒獎禮2003－新城勁爆播放指數大獎《愛一個人》（同陳慧琳合唱） - 新城勁爆頒獎禮2003－新城勁爆男歌手 - 2003年度叱咤樂壇流行榜頒獎典禮－專業推介叱咤十大 第6位《我不會唱歌》 - 2003年度叱咤樂壇流行榜頒獎典禮－專業推介叱咤十大 第4位《愛一個人》（同陳慧琳合唱） - 2003年度叱咤樂壇流行榜頒獎典禮－叱咤樂壇我最喜愛的男歌手 - 2003年度十大勁歌金曲頒獎典禮－十大勁歌金曲獎《我不會唱歌》 - 2003年度十大勁歌金曲頒獎典禮－最受歡迎男歌星 - 2003年度TVB8金曲榜頒獎典禮－TVB8金曲榜全球觀眾最愛粵語歌曲獎《合久必婚》 - 《音樂先鋒榜》2003年度頒獎典禮－最受歡迎金曲獎《我不會唱歌》 - 《音樂先鋒榜》2003年度頒獎典禮－香港最受歡迎男歌手 - 第3屆馬來西亞金曲紅人頒獎禮－金曲獎《合久必婚》 - 第3屆馬來西亞金曲紅人頒獎禮－最受歡迎合唱歌曲 銀獎《愛一個人》（與陳慧琳合唱） - 第3屆馬來西亞金曲紅人頒獎禮－最受歡迎合唱歌曲 金獎《左鄰右里》（與譚詠麟合唱） - 第3屆馬來西亞金曲紅人頒獎禮－最受歡迎男歌手 - 明報周刊演藝動力大獎2003－最突出男歌手《愛不釋手》 - 第三屆全球華語歌曲排行榜－最受歡迎對唱歌曲《左鄰右里》（與譚詠麟合唱） - 第三屆全球華語歌曲排行榜－地區傑出藝人（香港） - 第三屆雪碧中國原創音樂流行榜－最受歡迎男歌手（香港） - 第3屆雪碧中國原創音樂流行榜－最優秀合唱歌曲《左鄰右里》（與譚詠麟合唱） - 第3屆雪碧中國原創音樂流行榜－港台最佳金曲《合久必婚》 - 第1屆「勁歌王」全球華人樂壇音樂盛典－粵語金曲獎《我不會唱歌》 - 第1屆「勁歌王」全球華人樂壇音樂盛典－至爆演唱會 - 第五屆CCTV-MTV音樂盛典－香港地區年度最佳男歌手 - [[IFPI香港唱片銷量大獎頒獎禮2003－十大銷量廣東唱片《左麟右李》 - IFPI香港唱片銷量大獎頒獎禮2003]]－十大銷量廣東唱片《Custom Made》 - IFPI香港唱片銷量大獎頒獎禮2003－最高銷量廣東唱片《左麟右李》 |
| 2004年 (31獎) | - 2004勁歌金曲優秀選第一回－得獎歌曲《六呎風雲》 - 2004勁歌金曲優秀選第二回－得獎歌曲《空中飛人》 - 新城勁爆頒獎禮2004－新城勁爆歌曲《吻別的位置》 - 新城勁爆頒獎禮2004－新城勁爆歌曲《空中飛人》 - 新城勁爆頒獎禮2004－新城勁爆歌曲《嗱嗱聲》（與譚詠麟合唱） - 新城勁爆頒獎禮2004－新城勁爆男歌手 - 新城勁爆頒獎禮2004－新城勁爆播放指數大獎《空中飛人》 - 新城勁爆頒獎禮2004－新城全球勁爆歌手 - 新城勁爆頒獎禮2004－2004年度四台聯頒音樂大獎（歌曲獎）《吻別的位置》 - 2004年度叱咤樂壇流行榜頒獎典禮－專業推介叱咤十大 第三位《空中飛人》 - 2004年度叱咤樂壇流行榜頒獎典禮－叱咤樂壇唱作人 銅獎 - 第27屆十大中文金曲頒獎音樂會－優秀流行歌手大獎 - 第27屆十大中文金曲頒獎音樂會－十大中文金曲《空中飛人》 - 第27屆十大中文金曲頒獎音樂會－全年最高銷量歌手大獎（男歌手） - 第27屆十大中文金曲頒獎音樂會－全國最受歡迎歌手獎（男歌手）銅獎 - 第27屆十大中文金曲頒獎音樂會－最優秀流行男歌手 - 2004年度十大勁歌金曲頒獎典禮－十大勁歌金曲獎《空中飛人》 - 2004年度TVB8金曲榜頒獎典禮－TVB8金曲榜全球觀眾最愛粵語歌曲獎《六呎風雲》 - 明報周刊演藝動力大獎2004－最突出男歌手《我不會唱歌》 - 第四屆全球華語歌曲排行榜－最受歡迎對唱歌曲《嗱嗱聲》（同譚詠麟合唱） - 第四屆全球華語歌曲排行榜－地區傑出歌手獎（香港） - 第4屆雪碧中國原創音樂流行榜－港台十大金曲《空中飛人》 - 第4屆雪碧中國原創音樂流行榜－最優秀合唱金曲獎《嗱嗱聲》（同譚詠麟合唱） - 第4屆雪碧中國原創音樂流行榜－香港最受歡迎男歌手 - 第4屆雪碧中國原創音樂流行榜－全國最受歡迎KTV大獎 - 第2屆「勁歌王」全球華人樂壇音樂盛典－最受歡迎合唱歌《刻不容緩》（與容祖兒合唱） - 9+2音樂先鋒榜2004年度頒獎典禮－香港地區十大金曲《空中飛人》 - 9+2音樂先鋒榜2004年度頒獎典禮－至尊對唱歌曲《嗱嗱聲》（同譚詠麟合唱） - 9+2音樂先鋒榜2004年度頒獎典禮－最受歡迎男歌手（香港） - IFPI香港唱片銷量大獎頒獎禮2004－十大銷量廣東唱片《左麟右李04開心演唱會》 - IFPI香港唱片銷量大獎頒獎禮2004－全年最高銷量本地男歌手 |
| 2005年 (33獎) | - 2005勁歌金曲優秀選第一回－得獎歌曲《佳節》 - 新城國語力頒獎禮2005－新城國語力歌曲《愛可以問誰》 - 新城國語力頒獎禮2005－新城國語力香港男歌手 - 2005勁歌金曲優秀選第二回－得獎歌曲《醫道》 - 2005勁歌金曲優秀選第三回－得獎歌曲《情非首爾》 - 新城勁爆頒獎禮2005－新城勁爆歌曲《情非首爾》 - 新城勁爆頒獎禮2005－新城勁爆歌曲《佳節》 - 新城勁爆頒獎禮2005－新城勁爆大碟《李克勤演奏廳》 - 新城勁爆頒獎禮2005－新城勁爆創作歌手 - 新城勁爆頒獎禮2005－新城勁爆我最欣賞男歌手 - 新城勁爆頒獎禮2005－新城勁爆男歌手 - 2005年度叱咤樂壇流行榜頒獎典禮－專業推介叱咤十大 第7位《情非首爾》 - 2005年度叱咤樂壇流行榜頒獎典禮－叱咤樂壇男歌手 銅獎 - 第28屆十大中文金曲頒獎音樂會－優秀流行歌手大獎 - 第28屆十大中文金曲頒獎音樂會－十大中文金曲《情非首爾》 - 第28屆十大中文金曲頒獎音樂會－全國最受歡迎歌手獎（男歌手）銅獎 - 2005年度十大勁歌金曲頒獎典禮－十大勁歌金曲獎《情非首爾》 - 2005年度十大勁歌金曲頒獎典禮－最受歡迎華語歌曲獎 銀獎《愛可以問誰》 - 2005年度十大勁歌金曲頒獎典禮－最受歡迎合唱歌曲獎《刻不容緩》（與容祖兒合唱） - 2005年度十大勁歌金曲頒獎典禮－最受歡迎男歌星 - 2005年度TVB8金曲榜頒獎典禮－TVB8金曲榜金曲獎《愛可以問誰》 - 2005年度TVB8金曲榜頒獎典禮－TVB8金曲榜最受歡迎男歌手獎 - 9+2音樂先鋒榜2005年度頒獎典禮－港台十大音樂先鋒金曲《愛可以問誰》 - 9+2音樂先鋒榜2005年度頒獎典禮－最佳首播歌曲獎《愛可以問誰》 - 9+2音樂先鋒榜2005年度頒獎典禮－音樂先鋒對唱金曲《刻不容緩》（與容祖兒合唱） - 9+2音樂先鋒榜2005年度頒獎典禮－音樂先鋒K歌之王 - 9+2音樂先鋒榜2005年度頒獎典禮－2005音樂先鋒（港台）最受歡迎男歌手 - 第5屆全球華語歌曲排行榜－25大歌曲《愛可以問誰》 - 第5屆全球華語歌曲排行榜－最受歡迎對唱歌曲獎《刻不容緩》（與容祖兒合唱） - 第5屆全球華語歌曲排行榜－全能藝人大獎 - 第5屆華語音樂傳媒大獎－我最喜愛的男歌手 - SINA Music樂壇民意指數頒獎禮2005－我最喜愛至尊大碟《李克勤演奏廳》 - IFPI香港唱片銷量大獎頒獎禮2005－十大銷量廣東唱片《壓軸拉闊音樂會》（與容祖兒一同獲獎） |
| 2006年 (16獎) | - 2006勁歌金曲優秀選第一回－得獎歌曲《婚前的女人》 - 新城勁爆頒獎禮2006－新城勁爆歌曲《婚前的女人》 - 新城勁爆頒獎禮2006－新城勁爆歌曲《天水、圍城》 - 新城勁爆頒獎禮2006－新城勁爆原創廣告歌曲《我著十號》 - 新城勁爆頒獎禮2006－新城勁爆年度專輯《李克勤演奏廳II》 - 新城勁爆頒獎禮2006－新城勁爆最具創意市場策略大獎《李克勤演奏廳、李克勤演奏廳II》 - 新城勁爆頒獎禮2006－新城勁爆亞洲歌手大獎 - 2006年度十大勁歌金曲頒獎典禮－十大勁歌金曲獎《天水、圍城》 - 第29屆十大中文金曲頒獎音樂會－優秀流行歌手大獎 - 第29屆十大中文金曲頒獎音樂會－十大中文金曲《天水、圍城》 - 第29屆十大中文金曲頒獎音樂會－全年最高銷量歌手大獎（男歌手） - IFPI香港唱片銷量大獎頒獎禮2006－十大銷量本地歌手 - IFPI香港唱片銷量大獎頒獎禮2006－十大銷量廣東唱片《李克勤演奏廳》 - IFPI香港唱片銷量大獎頒獎禮2006－十大銷量廣東唱片《李克勤演奏廳II》 - IFPI香港唱片銷量大獎頒獎禮2006－十大銷量廣東唱片《得心應手演唱會2006》 - IFPI香港唱片銷量大獎頒獎禮2006－全年最高銷量本地男手 |
| 2007年 (21獎) | - 2007勁歌金曲優秀選第一回－得獎歌曲《公主太子》 - 第7屆華語音樂傳媒大獎－最佳HIFI藝人《演奏廳II》 - 第7屆華語音樂傳媒大獎－年度粵語專輯《演奏廳II》 - 2007勁歌金曲優秀選第二回－得獎歌曲《花落誰家》 - 2007勁歌金曲優秀選第三回－得獎歌曲《紙婚》 - 新城勁爆頒獎禮2007－新城勁爆歌曲《花落誰家》 - 新城勁爆頒獎禮2007－新城勁爆創作大碟《My Cup of Tea》 - 新城勁爆頒獎禮2007－新城勁爆演繹大獎 - 新城勁爆頒獎禮2007－新城勁爆亞洲歌手大獎 - 新城勁爆頒獎禮2007－新城全球勁爆歌曲《花落誰家》 - 2007年度叱咤樂壇流行榜頒獎典禮－專業推介叱咤十大 第三位《花落誰家》 - 2007年度RoadShow至尊音樂頒獎禮－RoadShow至尊歌曲《花落誰家》 - 2007年度RoadShow至尊音樂頒獎禮－RoadShow至尊年度金曲《花落誰家》 - 2007年度RoadShow至尊音樂頒獎禮－RoadShow至尊合唱歌曲《歲月風雲》（與小 剛合唱） - 2007年度RoadShow至尊音樂頒獎禮－RoadShow至尊男歌手 - 2007年度十大勁歌金曲頒獎典禮－十大勁歌金曲獎《花落誰家》 - 2007年度十大勁歌金曲頒獎典禮－2007年度四台聯頒音樂大獎 歌曲獎《花落誰家》 - 2007年度十大勁歌金曲頒獎典禮－十大勁歌金曲金獎《花落誰家》 - 第30屆十大中文金曲頒獎音樂會－優秀流行歌手大獎 - 第30屆十大中文金曲頒獎音樂會－十大中文金曲《花落誰家》 - IFPI香港唱片銷量大獎頒獎禮2007－十大銷量本地歌手 |
| 2008年 (6獎)  | - 2008勁歌金曲優秀選第一回－得獎歌曲《天天都是情人節》 - 2008勁歌金曲優秀選第三回－得獎歌曲《她慈我悲》 - 新城勁爆頒獎禮2008－新城勁爆歌曲《她慈我悲》 - 新城勁爆頒獎禮2008－新城勁爆亞洲歌手 - 2008年度十大勁歌金曲頒獎典禮－十大勁歌金曲獎《她慈我悲》 - 第41屆十大中文金曲頒獎音樂會－優秀流行歌手大獎 |
| 2009年 (3獎)  | - 2009勁歌金曲優秀選第一回－得獎歌曲《萬年孤寂》 - 新城勁爆頒獎禮2009－新城勁爆原創歌曲《嫲嫲》 - 新城勁爆頒獎禮2009－新城勁爆亞洲歌手大獎 |
| 2010年 (4獎)  | - 新城勁爆頒獎禮2010－新城勁爆改編歌曲《罪人》 - 新城勁爆頒獎禮2010－新城勁爆亞洲歌手 - 第三十三屆十大中文金曲頒獎音樂會－優秀流行歌手大獎 - 第33屆十大中文金曲頒獎音樂會－十大中文金曲《罪人》 |
| 2011年 (7獎)  | - 《音樂先鋒榜》2011年度頒獎典禮－年度十大金曲《罪人》 - 《音樂先鋒榜》2011年度頒獎典禮－港台最受歡迎先鋒歌手 - 《音樂先鋒榜》2011年度頒獎典禮－亞太地區最受歡迎男歌手 - 新城勁爆頒獎禮2011－新城勁爆原創歌曲《孔明燈》 - 新城勁爆頒獎禮2011－新城勁爆亞洲歌手 - 2011年度叱咤樂壇流行榜頒獎典禮－專業推介叱咤十大 第7位《天河》 - 第34屆十大中文金曲頒獎音樂會－優秀流行歌手大獎 |
| 2012年 (4獎)  | - 新城國語力頒獎禮2012－新城國語力原創歌曲《越開心越寂寞》 - 新城國語力頒獎禮2012－新城國語力亞洲歌手 - 第35屆十大中文金曲頒獎音樂會－優秀流行歌手大獎 - 第35屆十大中文金曲頒獎音樂會－十大中文金曲《活著為求甚麼》 |
| 2013年 (10獎) | - 第一屆粵語歌曲排行榜頒獎典禮－最受歡迎歌曲《紙牌屋》 - 華語金曲獎2013－十大粵語唱片《在森林和原野》 - 華語金曲獎2013－十大粵語金曲《活著為求甚麼》 - 華語金曲獎2013－年度最佳粵語男歌手 - 新城勁爆頒獎禮2013－新城勁爆播放指數大獎（歌曲）《紙牌屋》 - 新城勁爆頒獎禮2013－新城全球勁爆歌曲《紙牌屋》 - 2013年度叱咤樂壇流行榜頒獎典禮－專業推介叱咤十大 第六位《紙牌屋》 - 第36屆十大中文金曲頒獎音樂會－優秀流行歌手大獎 - 第36屆十大中文金曲頒獎音樂會－十大中文金曲《紙牌屋》 - 第18屆全球華語榜中榜－最佳演唱會《左麟右李演唱會》 |
| 2014年 (7獎)  | - 華語金曲獎2014－十大粵語唱片《復克》 - 華語金曲獎2014－十大粵語金曲《紙牌屋》 - 2014年度叱咤樂壇流行榜頒獎典禮－專業推介叱咤十大 第8位《無朋友》 - 第37屆十大中文金曲頒獎音樂會－優秀流行歌手大獎 - 第37屆十大中文金曲頒獎音樂會－十大中文金曲《無朋友》 - 第37屆十大中文金曲頒獎音樂會－全年最高銷量組合（左麟右李） - 2014年CASH金帆音樂獎－2013 CASH最廣泛演出金帆獎 粵語流行作品《紙牌屋》 |
| 2015年 (8獎)  | - 蒙面歌王－第一集冠軍 - 蒙面歌王－時代音樂典範大獎 - 2015年度勁歌金曲頒獎典禮－最佳合唱歌曲金獎《世界真細小》（與容祖兒合唱） - 新城勁爆頒獎禮2015－新城全球勁爆歌手大獎 - 新城勁爆頒獎禮2015－新城全球勁爆舞台大獎 - 2015年度叱咤樂壇流行榜頒獎典禮－專業推介叱咤十大 第2位《世界真細小》（與容祖兒合唱） - 第38屆十大中文金曲頒獎音樂會－優秀流行歌手大獎 - 第38八屆十大中文金曲頒獎音樂會－十大中文金曲《你最重要》 |
| 2016年 (13獎) | - 華語金曲獎2016－十大粵語唱片《李克勤我克勤》 - 華語金曲獎2016－十大粵語金曲《一個都不能少》 - 華語金曲獎2016－年度最佳粵語男歌手 - 第17屆全球華語歌曲排行榜－最受歡迎對唱歌曲獎《世界真細小》（v容祖兒合唱） - 《音樂先鋒榜》2016年度頒獎典禮－年度全國最受歡迎先鋒歌手 - 《音樂先鋒榜》2016年度頒獎典禮－港台十大先鋒金曲《一個都不能少》 - 《音樂先鋒榜》2016年度頒獎典禮－24家電台聯頒靚聲歌王大獎 - YAHOO!人氣大獎2016 頒獎典禮－人氣歌曲《一個都不能少》 - YAHOO!人氣大獎2016 頒獎典禮－最具號召力香港男藝人 - 第39屆十大中文金曲頒獎音樂會－優秀流行歌手大獎 - 第39屆十大中文金曲頒獎音樂會－十大中文金曲《一個都不能少》 - 2016年度勁歌金曲頒獎典禮－勁歌金曲獎《一個都不能少》 - 2016年度勁歌金曲頒獎典禮－勁歌金曲金獎《一個都不能少》 |
| 2017年 (32獎) | - 第24屆東方風雲榜－香港地區最受歡迎歌手 - 第24屆東方風雲榜－風雲成就大獎 - 第21屆全球華語榜中榜－港臺地區最佳男歌手 - 第21屆全球華語榜中榜－Channel [V] 年度最受歡迎MV《一個都不能少》 - 2017勁歌金曲優秀選第一回－得獎歌曲《C3PO》 - 第四屆粵語歌曲排行榜頒奬典禮 - 最受歡迎歌曲《失魂記》 - 第四屆粵語歌曲排行榜頒奬典禮 - 至尊專輯《30克》 - 第四屆粵語歌曲排行榜頒奬典禮 - 樂壇至尊歌手大獎 - YAHOO!人氣大獎2017 頒獎典禮 - 本地男歌手 - YAHOO!人氣大獎2017 頒獎典禮 - 年度熱搜歌曲《失魂記》 - YAHOO!人氣大獎2017 頒獎典禮 - 最具號召力香港男藝人 - 第四十屆十大中文金曲 - 優秀流行歌手大獎 - 第四十屆十大中文金曲 - 十大中文金曲《失魂記》 - 第四十屆十大中文金曲 - 全國最佳中文歌曲獎《失魂記》 - 第四十屆十大中文金曲 - 全年最高銷量歌手大獎（男歌手） - 第四十屆十大中文金曲 - 金曲40全球傑出歌手獎 - 新城勁爆頒獎禮2017 - 勁爆合唱歌曲《黑膠》（與6號@RubberBand合唱） - 新城勁爆頒獎禮2017 - 勁爆演繹大獎《失魂記》 - 新城勁爆頒獎禮2017 - 勁爆播放指數歌曲《失魂記》 - 新城勁爆頒獎禮2017 - 勁爆年度歌手 - 2017年度勁歌金曲頒獎典禮 - 勁歌金曲獎《C3PO》 - 2017年度勁歌金曲頒獎典禮 - 勁歌金曲獎《失魂記》 - 2017年度勁歌金曲頒獎典禮 - 勁歌金曲金獎《失魂記》 - 2017年度勁歌金曲頒獎典禮 - 最受歡迎歌星獎 - 2017年度叱咤樂壇流行榜頒獎典禮 - 叱咤樂壇至尊歌曲大獎《失魂記》 - 2017年度叱咤樂壇流行榜頒獎典禮 - 叱咤樂壇男歌手 金獎 - 第十七屆全球華語歌曲排行榜 - 5大最受歡迎男歌手 - 第十七屆全球華語歌曲排行榜 - 最佳專輯獎《30克》 - 第十七屆全球華語歌曲排行榜 - 年度二十大金曲《C3PO》 - 加拿大至HIT中文歌曲排行榜2017年度總選 - 至HIT推崇粵語十大歌曲《莉亞的C3PO》（與鄧小巧合唱） - 微博之星2017 - 微博給力男歌手 - 微博之星2017 - 微博給力年度歌曲《失魂記》 |
| 2018年 (10獎) | - 第22届全球華語榜中榜 - 最佳專輯獎《30克》 - 第22届全球華語榜中榜 - 港臺地區最佳男歌手 - 音樂先鋒榜三十載榮耀盛典 - 最具影響力演唱會《容祖兒李克勤演唱會》 - 音樂先鋒榜三十載榮耀盛典 - 全國最受歡迎先鋒男歌手 - 音樂先鋒榜三十載榮耀盛典 - 23家電台傳媒聯頒亮聲歌王大獎 - 音樂先鋒榜三十載榮耀盛典 - 最佳專輯《30克》 - 音樂先鋒榜三十載榮耀盛典 - 先鋒金曲《失魂記》 - 2018华语金曲奖年度颁奖盛典 - 年度最佳粤语专辑《30克》 - 2018全球華語歌曲排行榜 - 五大最受歡迎男歌手獎 - 2018全球華語歌曲排行榜 - 年度二十大金曲獎《失魂記》 |

## 外部連結
- 環球唱片：李克勤介紹（页面存档备份，存于）
- 李克勤的新浪微博
- 李克勤的Facebook專頁
- 李克勤的Instagram帳戶
- 李克勤 YouTube Channel （页面存档备份，存于）
- 李克勤的快手帳戶（页面存档备份，存于）
- 李克勤在互联网电影资料库（IMDb）上的資料（英文）
- 在AllMovie上李克勤的頁面（英文）
- 李克勤在香港影庫上的簡介
- 李克勤在豆瓣上的资料（简体中文）
- 李克勤在时光网上的簡介（简体中文）